# Хронология запусков к МКС

## Хронология запусков к МКС по годам
(по материалам сайта ЦУП ЦНИИмаш, сайта РКК Энергия, сайта НАСА, сайта «Новости Космонавтики» и других открытых источников). Жирным выделены пилотируемые запуски. Даты соответствуют времени UTC.

### Расшифровка обозначений полётов
- А/R: American/Russian, запуск, профинансированный американской стороной и технически выполненный российской стороной; с выведением элемента, принадлежащего США и изготовленного Россией (модуль «Заря»)
- A: American, запуск «Спейс Шаттла» для доставки американских элементов станции
- R: Russian, запуск для выведения или доставки российских элементов станции (модули «Звезда», «Пирс», «Поиск», «Наука», «Причал», постоянный корабль-спасатель «Союз» — только первый запуск)
- P: Progress, российский грузовой корабль серии «Прогресс», за исключением специализированных модификаций для доставки модулей «Пирс», «Поиск» и «Причал»
- S: Soyuz, российский пилотируемый корабль серии «Союз», за исключением первого запуска
- UF: Utilization Flight, утилизационный полёт «Спейс Шаттла»
- LF: Logistics Flight, грузовой полёт «Спейс Шаттла»
- ULF: Utilization and Logistics Flight, утилизационный и грузовой полёт «Спейс Шаттла»
- E: European, запуск «Спейс Шаттла» для доставки европейских элементов станции (модуль «Коламбус»)
- J: Japanese, запуск «Спейс Шаттла» для доставки японских элементов станции (модуль «Кибо»)
- J/A: Japanese/American, запуск «Спейс Шаттла» для доставки японских и американских элементов станции
- ATV: европейский грузовой корабль серии ATV
- HTV: японский грузовой корабль серии HTV
- SpX: грузовой корабль серии Dragon или Dragon 2 американской компании SpaceX, а также первый испытательный пилотируемый полёт корабля Dragon 2.
- Orb, OA, NG: грузовой корабль серии Cygnus американской компании Orbital Sciences Corporation, Orbital ATK Inc.[англ.] или Northrop Grumman соответственно: изменения обозначения вследствие реорганизации/продажи компании-провайдера корабля
- Boe: испытательный запуск корабля серии CST-100 Starliner американской компании Боинг
- USCV: US Crew Vehicle, регулярные полёты американских пилотируемых кораблей серий Dragon 2 и CST-100 Starliner для доставки экипажей длительных экспедиций на МКС.
- AX: туристические/коммерческие пилотируемые полёты компании Axiom Space, осуществляемые на кораблях серии Dragon 2.

### Запуски 1998—2000 годов
| № п/п | Космический аппарат | Обозначение полёта | Средство выведения      | Космодром                 | Сроки и длительность полёта               | Стыковка, перестыковки и расстыковка | Задачи полёта                                                                               |
| ----- | ------------------- | ------------------ | ----------------------- | ------------------------- | ----------------------------------------- | --- | ------------------------------------------------------------------------------------------- |
| 1     | / «Заря»            | 1А/R               | Протон-К                | Байконур                  | с 20.11.1998 26 лет 272 дня               | - | Выведение функционально-грузового блока «Заря» (1-й модуль МКС).                            |
| 2     | STS-88              | 2А                 | Space Shuttle Endeavour | Космический центр Кеннеди | 04.12.1998-16.12.1998 11 сут 19 ч 18 мин  | Стыковка «Юнити» через PMA-2 к стыковочному узлу шаттла 05.12.1998 и через PMA-1 к переднему (носовому) осевому узлу ФГБ «Заря» 07.12.1998. Расстыковка шаттла от МКС через PMA-2 13.12.1998.                             | Доставка соединительного модуля «Юнити» (2-го модуля МКС) с гермоадаптерами PMA-1 и PMA-2.  |
| 3     | STS-96              | 2А.1               | Space Shuttle Discovery | Космический центр Кеннеди | 27.05.1999-06.06.1999 9 сут 19 ч 13 мин   | Стыковка 29.05.1999 к модулю «Юнити» через PMA-2. Расстыковка 03.06.1999. | Доставка грузов и дооснащение МКС.                                                          |
| 4     | STS-101             | 2А.2а              | Space Shuttle Atlantis  | Космический центр Кеннеди | 19.05.2000-29.05.2000 9 сут 20 ч 09 мин   | Стыковка 20.05.2000 к модулю «Юнити» через PMA-2. Расстыковка 26.05.2000. | Доставка грузов и дооснащение МКС.                                                          |
| 5     | «Звезда»            | 1R                 | Протон-К                | Байконур                  | с 12.07.2000 25 лет 30 дней               | Стыковка 26.07.2000 к заднему (кормовому) осевому узлу ФГБ «Заря» (активным при стыковке был ФГБ «Заря»). | Выведение служебного модуля «Звезда» (3-й модуль МКС).                                      |
| 6     | «Прогресс М1-3»     | 1Р                 | Союз-У                  | Байконур                  | 06.08.2000-01.11.2000 86 сут 13 ч 27 мин  | Стыковка 09.08.2000 к АО (агрегатный отсек) СМ «Звезда». Расстыковка 01.11.2000. | Доставка на МКС топлива и грузов.                                                           |
| 7     | STS-106             | 2А.2b              | Space Shuttle Atlantis  | Космический центр Кеннеди | 08.09.2000-19.09.2000 11 сут 19 ч 12 мин  | Стыковка 10.09.2000 к модулю «Юнити» через PMA-2. Расстыковка 18.09.2000. | Дооснащение МКС и регламентно-профилактические работы, разгрузка КК «Прогресс М1-3».        |
| 8     | STS-92              | 3А                 | Space Shuttle Discovery | Космический центр Кеннеди | 11.10.2000-24.10.2000 12 сут 21 ч 44 мин  | Стыковка 13.10.2000 к модулю «Юнити» через PMA-2. Расстыковка 20.10.2000. | Доставка на МКС секции основной фермы Z1, гермоадаптера PMA-3 и трёх гиродинов CMG.         |
| 9     | «Союз ТМ-31»        | 2R                 | Союз-У                  | Байконур                  | 31.10.2000-06.05.2001 187 сут 21 ч 49 мин | Стыковка 02.11.2000 к АО СМ «Звезда». Перестыковка КК «Союз ТМ-31» на надирный узел ФГБ «Заря» 24.02.2001. Перестыковка КК «Союз ТМ-31» с надирного узла ФГБ «Заря» на АО СМ «Звезда» 18.04.2001. Расстыковка 06.05.2001. | Доставка экипажа первой длительной экспедиции МКС-1. Возвращение экспедиции посещения ЭП-1. |
| 10    | «Прогресс М1-4»     | 2Р                 | Союз-У                  | Байконур                  | 16.11.2000-08.02.2001 84 сут 15 ч 13 мин  | Стыковка 18.11.2000 в ТОРУ к надирному стыковочному узлу ФГБ «Заря». 01-26.12.2000 — в автономном полёте. Вторая стыковка в ТОРУ к надирному узлу ФГБ «Заря» 26.12.2000. Расстыковка 08.02.2001.                          | Доставка на МКС топлива и грузов.                                                           |
| 11    | STS-97              | 4А                 | Space Shuttle Endeavour | Космический центр Кеннеди | 01.12.2000-12.12.2000 10 сут 19 ч 57 мин  | Стыковка 02.12.2000 к модулю «Юнити» через PMA-3. Расстыковка 09.12.2000. | Доставка на МКС правой секции основной фермы Р6 с двумя солнечными батареями.               |

### Запуски 2001 года
| № п/п | Космический аппарат | Обозначение полёта | Средство выведения      | Космодром                 | Сроки и длительность полёта               | Стыковка, перестыковки и расстыковка | Задачи полёта |
| ----- | ------------------- | ------------------ | ----------------------- | ------------------------- | ----------------------------------------- | --- | --- |
| 12    | STS-98              | 5А                 | Space Shuttle Atlantis  | Космический центр Кеннеди | 07.02.2001-20.02.2001 12 сут 21 ч 20 мин  | Стыковка к модулю «Юнити» через PMA-3 09.02.2001. Расстыковка 16.02.2001. | Доставка на МКС лабораторного модуля «Дестини» (Destiny — «Судьба») и стыковка его с модулем «Юнити» МКС (вместо PMA-2), PMA-2 переставлен на противоположный конец модуля «Дестини». |
| 13    | «Прогресс М-44»     | 3Р                 | Союз-У                  | Байконур                  | 26.02.2001-16.04.2001 49 сут 05 ч 02 мин  | Стыковка к АО СМ «Звезда» 28.02.2001. Расстыковка 16.04.2001. | Доставка на МКС топлива и грузов. |
| 14    | STS-102             | 5А.1               | Space Shuttle Discovery | Космический центр Кеннеди | 08.03.2001-21.03.2001 12 сут 19 ч 50 мин  | Стыковка к модулю «Дестини» через PMA-2 10.03.2001. Расстыковка 19.03.2001. | Дооснащение МКС с использованием грузового модуля MPLP «Леонардо». Доставка экипажа МКС-2 и возвращение экипажа МКС-1.                                                                |
| 15    | STS-100             | 6А                 | Space Shuttle Endeavour | Космический центр Кеннеди | 19.04.2001-01.05.2001 11 сут 21 ч 31 мин  | Стыковка к модулю «Дестини» через PMA-2 21.04.2001. Расстыковка 29.04.2001. | Дооснащение МКС с использованием грузового модуля MPLP «Рафаэлло», доставка и монтаж на МКС мобильного дистанционного манипулятора SSRMS Canadarm-2.                                  |
| 16    | «Союз ТМ-32»        | 2S                 | Союз-У                  | Байконур                  | 28.04.2001-31.10.2001 185 сут 21 ч 22 мин | Стыковка к надирному узлу ФГБ «Заря» 30.04.2001. Перестыковка с надирного узла ФГБ «Заря» на СО1 «Пирс» 19.10.2001. Расстыковка 31.10.2001.                                                   | Плановая замена корабля-спасателя («Союз ТМ-31» на «Союз ТМ-32»). Доставка экспедиции посещения ЭП-1 с первым космическим туристом, возвращение экспедиции посещения ЭП-2.            |
| 17    | «Прогресс М1-6»     | 4Р                 | Союз-ФГ                 | Байконур                  | 21.05.2001-22.08.2001 93 сут 11 ч 18 мин  | Стыковка к АО СМ «Звезда» 23.05.2001. Расстыковка 22.08.2001. | Доставка на МКС топлива и грузов. |
| 18    | STS-104             | 7А                 | Space Shuttle Atlantis  | Космический центр Кеннеди | 12.07.2001-25.07.2001 12 сут 18 ч 35 мин  | Стыковка к модулю «Дестини» через РМА-2 14.07.2001. Расстыковка 22.07.2001. | Доставка на МКС шлюзовой камеры «Квест» и стыковка её с модулем «Юнити». |
| 19    | STS-105             | 7А.1               | Space Shuttle Discovery | Космический центр Кеннеди | 10.08.2001-22.08.2001 11 сут 21 ч 13 мин  | Стыковка к модулю «Дестини» через PMA-2 12.08.2001. Расстыковка 20.08.2001. | Дооснащение МКС с использованием грузового модуля MPLP «Леонардо». Доставка экипажа МКС-3 и возвращение экипажа МКС-2.                                                                |
| 20    | «Прогресс М-45»     | 5Р                 | Союз-У                  | Байконур                  | 21.08.2001-22.11.2001 93 сут 12 ч 11 мин  | Стыковка к АО СМ «Звезда» 23.08.2001. Расстыковка 22.11.2001. | Доставка на МКС топлива и грузов. |
| 21    | «Прогресс М-СО1»    | 4R                 | Союз-У                  | Байконур                  | 15.09.2001-27.09.2001 12 сут 00 ч 39 мин  | Стыковка к надирному узлу ПхО СМ «Звезда» 17.09.2001. Отстыковка от СО1 «Пирс» 26.09.2001. | Доставка на МКС стыковочного отсека СО1 «Пирс». |
| 22    | «Союз ТМ-33»        | 3S                 | Союз-У                  | Байконур                  | 21.10.2001-05.05.2002 195 сут 18 ч 52 мин | Стыковка к надирному узлу ФГБ «Заря» 23.10.2001. Перестыковка КК «Союз ТМ-33» с надирного узла ФГБ «Заря» на СО1 «Пирс» 20.04.2002. Расстыковка 05.05.2002.                                   | Плановая замена корабля-спасателя («Союз ТМ-32» на «Союз ТМ-33»). Доставка экспедиции посещения ЭП-2, возвращение экспедиции посещения ЭП-3.                                          |
| 23    | «Прогресс М1-7»     | 6P                 | Союз-ФГ                 | Байконур                  | 26.11.2001-20.03.2002 113 сут 07 ч 57 мин | Стыковка к АО СМ «Звезда» 28.11.2001. Стягивание завершено 03.12.2001 после удаления из стыковочного узла СМ постороннего предмета во время выхода в открытый космос. Расстыковка 19.03.2002. | Доставка на МКС топлива и грузов. |
| 24    | STS-108             | UF-1               | Space Shuttle Endeavour | Космический центр Кеннеди | 05.12.2001-17.12.2001 11 сут 19 ч 36 мин  | Стыковка к модулю «Дестини» через PMA-2 07.12.2001. Расстыковка 15.12.2001. | Дооснащение МКС с использованием грузового модуля MPLP «Рафаэлло». Доставка экипажа МКС-4 и возвращение экипажа МКС-3.                                                                |

### Запуски 2002 года
| № п/п | Космический аппарат | Обозначение полёта | Средство выведения      | Космодром                 | Сроки и длительность полёта               | Стыковка, перестыковки и расстыковка                                        | Задачи полёта |
| ----- | ------------------- | ------------------ | ----------------------- | ------------------------- | ----------------------------------------- | --------------------------------------------------------------------------- | --- |
| 25    | «Прогресс М1-8»     | 7Р                 | Союз-У                  | Байконур                  | 21.03.2002-25.06.2002 95 сут 16 ч 13 мин  | Стыковка к АО СМ «Звезда» 24.03.2002. Расстыковка 25.06.2002.               | Доставка на МКС топлива и грузов. |
| 26    | STS-110             | 8А                 | Space Shuttle Atlantis  | Космический центр Кеннеди | 08.04.2002-19.04.2002 10 сут 19 ч 44 мин  | Стыковка к модулю «Дестини» через PMA-2 10.04.2002. Расстыковка 17.04.2002. | Доставка и монтаж на МКС центрального звена S0 фермы станции, установка мобильного транспортёра.                                             |
| 27    | «Союз ТМ-34»        | 4S                 | Союз-У                  | Байконур                  | 25.04.2002-10.11.2002 198 сут 17 ч 38 мин | Стыковка к надирному узлу ФГБ «Заря» 27.04.2002. Расстыковка 09.11.2002.    | Плановая замена корабля-спасателя («Союз ТМ-33» на «Союз ТМ-34»). Доставка экспедиции посещения ЭП-3, возвращение экспедиции посещения ЭП-4. |
| 28    | STS-111             | UF-2               | Space Shuttle Endeavour | Космический центр Кеннеди | 05.06.2002-19.06.2002 13 сут 20 ч 35 мин  | Стыковка к модулю «Дестини» через PMA-2 07.06.2002. Расстыковка 15.06.2002. | Дооснащение МКС с использованием грузового модуля MPLP «Леонардо». Доставка экипажа МКС-5 и возвращение экипажа МКС-4.                       |
| 29    | «Прогресс М-46»     | 8Р                 | Союз-У                  | Байконур                  | 26.06.2002-14.10.2002 110 сут 05 ч 45 мин | Стыковка к АО СМ «Звезда» 29.06.2002. Расстыковка 24.09.2002.               | Доставка на МКС топлива и грузов. |
| 30    | «Прогресс М1-9»     | 9Р                 | Союз-ФГ                 | Байконур                  | 25.09.2002-01.02.2003 129 сут 03 ч 02 мин | Стыковка к АО СМ «Звезда» 29.09.2002. Расстыковка 01.02.2003.               | Доставка на МКС топлива и грузов. |
| 31    | STS-112             | 9А                 | Space Shuttle Atlantis  | Космический центр Кеннеди | 07.10.2002-18.10.2002 10 сут 19 ч 58 мин  | Стыковка к модулю «Дестини» через PMA-2 09.10.2002. Расстыковка 16.10.2002. | Доставка и монтаж на МКС звена S1 фермы станции.                                                                                             |
| 32    | «Союз ТМА-1»        | 5S                 | Союз-ФГ                 | Байконур                  | 30.10.2002-04.05.2003 185 сут 22 ч 53 мин | Стыковка к СО1 «Пирс» 01.11.2002. Расстыковка 03.05.2003.                   | Плановая замена корабля-спасателя («Союз ТМ-34» на «Союз ТМА-1»). Доставка экспедиции посещения ЭП-4, возвращение экипажа МКС-6.             |
| 33    | STS-113             | 11А                | Space Shuttle Endeavour | Космический центр Кеннеди | 24.11.2002-07.12.2002 13 сут 18 ч 49 мин  | Стыковка к модулю «Дестини» через PMA-2 25.11.2002. Расстыковка 02.12.2002. | Доставка и монтаж на МКС звена фермы Р1. Доставка экипажа МКС-6 и возвращение экипажа МКС-5.                                                 |

### Запуски 2003 года
| № п/п | Космический аппарат | Обозначение полёта | Средство выведения | Космодром | Сроки и длительность полёта               | Стыковка, перестыковки и расстыковка                                     | Задачи полёта |
| ----- | ------------------- | ------------------ | ------------------ | --------- | ----------------------------------------- | ------------------------------------------------------------------------ | --- |
| 34    | «Прогресс М-47»     | 10Р                | Союз-У             | Байконур  | 02.02.2003-28.09.2003 206 сут 13 ч 37 мин | Стыковка к АО СМ «Звезда» 04.02.2003. Расстыковка 28.09.2003.            | Доставка на МКС топлива и грузов. |
| 35    | «Союз ТМА-2»        | 6S                 | Союз-ФГ            | Байконур  | 26.04.2003-28.10.2003 184 сут 22 ч 46 мин | Стыковка к надирному узлу ФГБ «Заря» 28.04.2003. Расстыковка 27.10.2003. | Доставка и возвращение экипажа МКС-7, возвращение участника экспедиции посещения ЭП-5.                                               |
| 36    | «Прогресс М1-10»    | 11Р                | Союз-У             | Байконур  | 08.06.2003-03.10.2003 117 сут 01 ч 37 мин | Стыковка к СО1 «Пирс» 11.06.2003. Расстыковка 04.09.2003.                | Доставка на МКС топлива и грузов. |
| 37    | «Прогресс М-48»     | 12Р                | Союз-У             | Байконур  | 29.08.2003-28.01.2004 152 сут 11 ч 09 мин | Стыковка к АО СМ «Звезда» 31.08.2003. Расстыковка 28.01.2004.            | Доставка на МКС топлива и грузов. |
| 38    | «Союз ТМА-3»        | 7S                 | Союз-ФГ            | Байконур  | 18.10.2003-30.04.2004 194 сут 18 ч 34 мин | Стыковка к СО1 «Пирс» 20.10.2003. Расстыковка 29.04.2004.                | Доставка и возвращение экипажа МКС-8. Доставка участника экспедиции посещения ЭП-5, возвращение участника экспедиции посещения ЭП-6. |

### Запуски 2004 года
| № п/п | Космический аппарат | Обозначение полёта | Средство выведения | Космодром | Сроки и длительность полёта               | Стыковка, перестыковки и расстыковка                                                                                           | Задачи полёта |
| ----- | ------------------- | ------------------ | ------------------ | --------- | ----------------------------------------- | --- | --- |
| 39    | «Прогресс М1-11»    | 13Р                | Союз-У             | Байконур  | 29.01.2004-03.06.2004 125 сут 22 ч 38 мин | Стыковка к АО СМ «Звезда» 31.01.2004. Расстыковка 24.05.2004.                                                                  | Доставка на МКС топлива и грузов. |
| 40    | «Союз ТМА-4»        | 8S                 | Союз-ФГ            | Байконур  | 19.04.2004-24.10.2004 187 сут 21 ч 17 мин | Стыковка к надирному узлу ФГБ «Заря» 21.04.2004. Расстыковка 23.10.2004.                                                       | Доставка и возвращение экипажа МКС-9. Доставка участника экспедиции посещения ЭП-6, возвращение участника экспедиции посещения ЭП-7.  |
| 41    | «Прогресс М-49»     | 14Р                | Союз-У             | Байконур  | 25.05.2004-30.07.2004 65 сут 22 ч 49 мин  | Стыковка к АО СМ «Звезда» 27.05.2004. Расстыковка 30.07.2004.                                                                  | Доставка на МКС топлива и грузов. |
| 42    | «Прогресс М-50»     | 15Р                | Союз-У             | Байконур  | 11.08.2004-22.12.2004 133 сут 18 ч 21 мин | Стыковка к АО СМ «Звезда» 14.08.2004. Расстыковка 22.12.2004.                                                                  | Доставка на МКС топлива и грузов. |
| 43    | «Союз ТМА-5»        | 9S                 | Союз-ФГ            | Байконур  | 14.10.2004-24.04.2005 192 сут 19 ч 01 мин | Стыковка к СО1 «Пирс» 16.10.2004. Перестыковка КК «Союз ТМА-5» на надирный узел ФГБ «Заря» 29.11.2004. Расстыковка 24.04.2005. | Доставка и возвращение экипажа МКС-10. Доставка участника экспедиции посещения ЭП-7, возвращение участника экспедиции посещения ЭП-8. |
| 44    | «Прогресс М-51»     | 16Р                | Союз-У             | Байконур  | 23.12.2004-09.03.2005 75 сут 18 ч 44 мин  | Стыковка к АО СМ «Звезда» 25.12.2004. Расстыковка 27.02.2005.                                                                  | Доставка на МКС топлива и грузов. |

### Запуски 2005 года
| № п/п | Космический аппарат | Обозначение полёта | Средство выведения      | Космодром                 | Сроки и длительность полёта                | Стыковка, перестыковки и расстыковка | Задачи полёта |
| ----- | ------------------- | ------------------ | ----------------------- | ------------------------- | ------------------------------------------ | --- | --- |
| 45    | «Прогресс М-52»     | 17Р                | Союз-У                  | Байконур                  | 28.02.2005-16.06.2005 107 сут 04 ч 54 мин  | Стыковка к АО СМ «Звезда» 02.03.2005. Расстыковка 16.06.2005.                                                                                             | Доставка на МКС топлива и грузов. |
| 46    | «Союз ТМА-6»        | 10S                | Союз-ФГ                 | Байконур                  | 15.04.2005-11.10.2005 179 сут 00 ч 23 мин  | Стыковка к СО1 «Пирс» 17.04.2005. Перестыковка на надирный узел ФГБ «Заря» 19.07.2005. Расстыковка 10.10.2005.                                            | Доставка и возвращение экипажа МКС-11. Доставка участника экспедиции посещения ЭП-8, возвращение участника экспедиции посещения ЭП-9.  |
| 47    | «Прогресс М-53»     | 18Р                | Союз-У                  | Байконур                  | 17.06.2005-07.09.2005 82 сут 15 ч 03 мин   | Стыковка в ТОРУ к АО СМ «Звезда» 19.06.2005. Расстыковка 07.09.2005.                                                                                      | Доставка на МКС топлива и грузов. |
| 48    | STS-114             | LF1                | Space Shuttle Discovery | Космический центр Кеннеди | 26.07.2005-09.08.2005 13 сут 21 ч 31 мин   | Стыковка к модулю «Дестини» через РМА-2 28.07.2005. Расстыковка 06.08.2005.                                                                               | Первый полёт Space Shuttle после катастрофы «Колумбии». Дооснащение МКС с использованием грузового модуля MPLP «Рафаэлло».             |
| 49    | «Прогресс М-54»     | 19Р                | Союз-У                  | Байконур                  | 08.09.2005-03.03.2006 146 сут 00 ч 44 мин  | Стыковка к АО СМ «Звезда» 10.09.2005. Расстыковка 03.03.2006.                                                                                             | Доставка на МКС топлива и грузов. |
| 50    | «Союз ТМА-7»        | 11S                | Союз-ФГ                 | Байконур                  | 01.10.2005-09.04.2006 189 сут 19 ч 52 мин  | Стыковка к СО1 «Пирс» 03.10.2005. Перестыковка на надирный узел ФГБ «Заря» 18.11.2005. Перестыковка на АО СМ «Звезда» 20.03.2006. Расстыковка 08.04.2006. | Доставка и возвращение экипажа МКС-12. Доставка участника экспедиции посещения ЭП-9, возвращение участника экспедиции посещения ЭП-10. |
| 51    | «Прогресс М-55»     | 20Р                | Союз-У                  | Байконур                  | 21.12.2005-19.06.2006 179 сут 23 ч 1 5 мин | Стыковка к СО1 «Пирс» 23.12.2005. Расстыковка 19.06.2006.                                                                                                 | Доставка на МКС топлива и грузов. |

### Запуски 2006 года
| № п/п | Космический аппарат | Обозначение полёта | Средство выведения      | Космодром                 | Сроки и длительность полёта               | Стыковка, перестыковки и расстыковка | Задачи полёта |
| ----- | ------------------- | ------------------ | ----------------------- | ------------------------- | ----------------------------------------- | --- | --- |
| 52    | «Союз ТМА-8»        | 12S                | Союз-ФГ                 | Байконур                  | 30.03.2006-29.09.2006 182 сут 23 ч 44 мин | Стыковка к надирному узлу ФГБ «Заря» 01.04.2006. Расстыковка 28.09.2006.                                                                                      | Доставка и возвращение двух членов экипажа МКС-13. Доставка участника экспедиции посещения ЭП-10, возвращение участника экспедиции посещения ЭП-11. |
| 53    | «Прогресс М-56»     | 21Р                | Союз-У                  | Байконур                  | 24.04.2006-19.09.2006 147 сут 11 ч 49 мин | Стыковка к АО СМ «Звезда» 26.04.2006. Расстыковка 19.09.2006.                                                                                                 | Доставка на МКС топлива и грузов. |
| 54    | «Прогресс М-57»     | 22Р                | Союз-У                  | Байконур                  | 24.06.2006-17.01.2007 206 сут 12 ч 07 мин | Стыковка к СО1 «Пирс» 26.06.2006. Расстыковка 16.01.2007. | Доставка на МКС топлива и грузов. |
| 55    | STS-121             | ULF 1.1            | Space Shuttle Discovery | Космический центр Кеннеди | 04.07.2006-17.07.2006 12 сут 18 ч 36 мин  | Стыковка к модулю «Дестини» через PMA-2 06.07.2006. Расстыковка 15.07.2006.                                                                                   | Дооснащение МКС с использованием грузового модуля MPLP «Леонардо». Доставка одного члена экипажа МКС-13/14.                                         |
| 56    | STS-115             | 12А                | Space Shuttle Atlantis  | Космический центр Кеннеди | 09.09.2006-21.09.2006 11 сут 19 ч 07 мин  | Стыковка к модулю «Дестини» через PMA-2 11.09.2006. Расстыковка 17.09.2006.                                                                                   | Доставка и монтаж на МКС звеньев фермы P3/P4 с комплектом солнечных батарей.                                                                        |
| 57    | «Союз ТМА-9»        | 13S                | Союз-ФГ                 | Байконур                  | 18.09.2006-21.04.2007 215 сут 08 ч 23 мин | Стыковка к АО СМ «Звезда» 20.09.2006. Перестыковка на надирный узел ФГБ «Заря» 10.10.2006. Перестыковка на АО СМ «Звезда» 30.03.2007. Расстыковка 21.04.2007. | Доставка и возвращение двух членов экипажа МКС-14. Доставка участника экспедиции посещения ЭП-11, возвращение участника экспедиции посещения ЭП-12. |
| 58    | «Прогресс М-58»     | 23Р                | Союз-У                  | Байконур                  | 23.10.2006-27.03.2007 155 сут 09 ч 50 мин | Стыковка к АО СМ «Звезда» 26.10.2006. Расстыковка 27.03.2007.                                                                                                 | Доставка на МКС топлива и грузов. |
| 59    | STS-116             | 12А.1              | Space Shuttle Discovery | Космический центр Кеннеди | 10.12.2006-22.12.2006 12 сут 20 ч 44 мин  | Стыковка к модулю «Дестини» через PMA-2 11.12.2006. Расстыковка 19.12.2006.                                                                                   | Доставка и монтаж на МКС звена фермы Р5. Смена одного члена экипажа МКС-14.                                                                         |

### Запуски 2007 года
| № п/п | Космический аппарат | Обозначение полёта | Средство выведения      | Космодром                 | Сроки и длительность полёта               | Стыковка, перестыковки и расстыковка                                                                                                 | Задачи полёта |
| ----- | ------------------- | ------------------ | ----------------------- | ------------------------- | ----------------------------------------- | --- | --- |
| 60    | «Прогресс М-59»     | 24Р                | Союз-У                  | Байконур                  | 18.01.2007-01.08.2007 195 сут 17 ч 15 мин | Стыковка к СО1 «Пирс» 20.01.2007. Расстыковка 01.08.2007.                                                                            | Доставка на МКС топлива и грузов. |
| 61    | «Союз ТМА-10»       | 14S                | Союз-ФГ                 | Байконур                  | 07.04.2007-21.10.2007 196 сут 17 ч 05 мин | Стыковка к надирному узлу ФГБ «Заря» 09.04.2007. Перестыковка КК «Союз ТМА-10» на АО СМ «Звезда» 27.09.2007. Расстыковка 21.10.2007. | Доставка и возвращение двух членов экипажа МКС-15. Доставка участника экспедиции посещения ЭП-12, возвращение участника экспедиции посещения ЭП-13. |
| 62    | «Прогресс М-60»     | 25Р                | Союз-У                  | Байконур                  | 12.05.2007-25.09.2007 136 сут 16 ч 22 мин | Стыковка к АО СМ «Звезда» 15.05.2007. Расстыковка 19.09.2007.                                                                        | Доставка на МКС топлива и грузов. |
| 63    | STS-117             | 13А                | Space Shuttle Atlantis  | Космический центр Кеннеди | 08.06.2007-22.06.2007 13 сут 20 ч 12 мин  | Стыковка к модулю «Дестини» через PMA-2 10.06.2007. Расстыковка 19.06.2007.                                                          | Доставка и монтаж на МКС звеньев фермы S3/S4 с комплектом солнечных батарей. Смена одного члена экипажа МКС-15.                                     |
| 64    | «Прогресс М-61»     | 26Р                | Союз-У                  | Байконур                  | 02.08.2007-22.01.2008 173 сут 02 ч 18 мин | Стыковка к СО1 «Пирс» 05.08.2007. Расстыковка 22.12.2007.                                                                            | Доставка на МКС топлива и грузов. |
| 65    | STS-118             | 13А.1              | Space Shuttle Endeavour | Космический центр Кеннеди | 08.08.2007-21.08.2007 12 сут 17 ч 56 мин  | Стыковка к модулю «Дестини» через PMA-2 10.08.2007. Расстыковка 19.08.2007.                                                          | Доставка и монтаж на МКС секции S5 основной фермы, внешней складской платформы ESP-3, грузов в модуле Spacehab.                                     |
| 66    | «Союз ТМА-11»       | 15S                | Союз-ФГ                 | Байконур                  | 10.10.2007-19.04.2008 191 сут 19 ч 07 мин | Стыковка к надирному узлу ФГБ «Заря» 12.10.2007. Расстыковка 19.04.2008.                                                             | Доставка и возвращение двух членов экипажа МКС-16. Доставка участника экспедиции посещения ЭП-13, возвращение участника экспедиции посещения ЭП-14. |
| 67    | STS-120             | 10А                | Space Shuttle Discovery | Космический центр Кеннеди | 23.10.2007-07.11.2007 15 сут 02 ч 23 мин  | Стыковка к модулю «Дестини» через PMA-2 25.10.2007. Расстыковка 05.11.2007.                                                          | Доставка на МКС модуля «Гармония». Смена одного члена экипажа МКС-16.                                                                               |
| 68    | «Прогресс М-62»     | 27Р                | Союз-У                  | Байконур                  | 23.12.2007-15.02.2008 54 сут 03 ч 17 мин  | Стыковка к СО1 «Пирс» 26.12.2007. Расстыковка 04.02.2008.                                                                            | Доставка на МКС топлива и грузов. |

### Запуски 2008 года
| № п/п | Космический аппарат | Обозначение полёта | Средство выведения      | Космодром                          | Сроки и длительность полёта               | Стыковка, перестыковки и расстыковка                                                  | Задачи полёта |
| ----- | ------------------- | ------------------ | ----------------------- | ---------------------------------- | ----------------------------------------- | ------------------------------------------------------------------------------------- | --- |
| 69    | «Прогресс М-63»     | 28Р                | Союз-У                  | Байконур                           | 05.02.2008-07.04.2008 61 сут 23 ч 33 мин  | Стыковка к СО1 «Пирс» 07.02.2008. Расстыковка 07.04.2008.                             | Доставка на МКС топлива и грузов. |
| 70    | STS-122             | 1Е                 | Space Shuttle Atlantis  | Космический центр Кеннеди          | 07.02.2008-20.02.2008 12 сут 18 ч 22 мин  | Стыковка к модулю «Гармония» через PMA-2 09.02.2008. Расстыковка 18.02.2008.          | Доставка на МКС европейского лабораторного модуля «Коламбус». Смена одного члена экипажа МКС-16.                                                                        |
| 71    | ATV-001 «Жюль Верн» | ATV-1              | Ariane 5ES              | Гвианский космический центр (Куру) | 09.03.2008-29.09.2008 204 сут 09 ч 40 мин | Стыковка к кормовому узлу СМ «Звезда» 03.04.2008. Расстыковка 06.09.2008.             | Испытательный полёт первого европейского грузового корабля серии ATV. Доставка на МКС топлива и грузов.                                                                 |
| 72    | STS-123             | 1J/A               | Space Shuttle Endeavour | Космический центр Кеннеди          | 11.03.2008-27.03.2008 15 сут 18 ч 11 мин  | Стыковка к модулю «Гармония» через PMA-2 13.03.2008. Расстыковка 25.03.2008.          | Доставка на МКС первой секции японского модуля «Кибо». Доставка и монтаж на МКС канадского высокоточного робота-манипулятора Dextre. Смена одного члена экипажа МКС-16. |
| 73    | «Союз ТМА-12»       | 16S                | Союз-ФГ                 | Байконур                           | 08.04.2008-24.10.2008 198 сут 16 ч 21 мин | Стыковка к СО1 «Пирс» 10.04.2008. Расстыковка 24.10.2008.                             | Доставка и возвращение двух членов экипажа МКС-17. Доставка участника экспедиции посещения ЭП-14, возвращение участника экспедиции посещения ЭП-15.                     |
| 74    | «Прогресс М-64»     | 29Р                | Союз-У                  | Байконур                           | 14.05.2008-08.09.2008 117 сут 01 ч 10 мин | Стыковка к надирному стыковочному узлу ФГБ «Заря» 16.05.2008. Расстыковка 01.09.2008. | Доставка на МКС топлива и грузов. |
| 75    | STS-124             | 1J                 | Space Shuttle Discovery | Космический центр Кеннеди          | 31.05.2008-14.06.2008 13 сут 18 ч 13 мин  | Стыковка к модулю «Гармония» через PMA-2 02.06.2008. Расстыковка 11.06.2008.          | Доставка на МКС основной секции японского модуля «Кибо». Смена одного члена экипажа МКС-17.                                                                             |
| 76    | «Прогресс М-65»     | 30Р                | Союз-У                  | Байконур                           | 10.09.2008-07.12.2008 87 сут 12 ч 59 мин  | Стыковка к АО СМ «Звезда» 17.09.2008. Расстыковка 14.11.2008.                         | Доставка на МКС топлива и грузов. |
| 77    | «Союз ТМА-13»       | 17S                | Союз-ФГ                 | Байконур                           | 12.10.2008-08.04.2009 178 сут 00 ч 14 мин | Стыковка к надирному узлу ФГБ «Заря» 14.10.2008. Расстыковка 08.04.2009.              | Доставка и возвращение двух членов экипажа МКС-18. Доставка участника экспедиции посещения ЭП-15, возвращение участника экспедиции посещения ЭП-16.                     |
| 78    | STS-126             | ULF2               | Space Shuttle Endeavour | Космический центр Кеннеди          | 15.11.2008-30.11.2008 15 сут 20 ч 31 мин  | Стыковка к модулю «Гармония» через PMA-2 16.11.2008. Расстыковка 28.11.2008.          | Дооснащение МКС с использованием грузового модуля MPLP «Леонардо». Смена одного члена экипажа МКС-18.                                                                   |
| 79    | «Прогресс М-01М»    | 31Р                | Союз-У                  | Байконур                           | 26.11.2008-08.02.2009 83 сут 19 ч 41 мин  | Стыковка в ТОРУ к СО1 «Пирс» 30.11.2008. Расстыковка 06.02.2009.                      | Доставка на МКС топлива и грузов. |

### Запуски 2009 года
| № п/п | Космический аппарат | Обозначение полёта | Средство выведения      | Космдром                  | Сроки и длительность полёта               | Стыковка, перестыковки и расстыковка | Задачи полёта |
| ----- | ------------------- | ------------------ | ----------------------- | ------------------------- | ----------------------------------------- | --- | --- |
| 80    | «Прогресс М-66»     | 32Р                | Союз-У                  | Байконур                  | 10.02.2009-18.05.2009 97 сут 09 ч 25 мин  | Стыковка к СО1 «Пирс» 13.02.2009. Расстыковка 06.05.2009.                                                                                            | Доставка на МКС топлива и грузов. |
| 81    | STS-119             | 15А                | Space Shuttle Discovery | Космический центр Кеннеди | 15.03.2009-28.03.2009 12 сут 19 ч 30 мин  | Стыковка к модулю «Гармония» через PMA-2 17.03.2009. Расстыковка 25.03.2009.                                                                         | Доставка и монтаж на МКС секции S6 правого борта основной фермы с двумя солнечными батареями. Смена одного члена экипажа МКС-18.                       |
| 82    | «Союз ТМА-14»       | 18S                | Союз-ФГ                 | Байконур                  | 26.03.2009-11.10.2009 198 сут 16 ч 42 мин | Стыковка к АО СМ «Звезда» 28.03.2009. Перестыковка на СО1 «Пирс» 02.07.2009. Расстыковка 11.10.2009.                                                 | Доставка и возвращение двух членов экипажа МКС-19/20. Доставка участника экспедиции посещения ЭП-16, возвращение участника экспедиции посещения ЭП-17. |
| 83    | «Прогресс М-02М»    | 33Р                | Союз-У                  | Байконур                  | 07.05.2009-13.07.2009 66 сут 21 ч 52 мин  | Стыковка к СО1 «Пирс» 12.05.2009. Расстыковка 30.06.2009. 12.07.2009 — тестовое сближение с зенитным стыковочным узлом ПхО СМ «Звезда» до 17 метров. | Доставка на МКС топлива и грузов. |
| 84    | «Союз ТМА-15»       | 19S                | Союз-ФГ                 | Байконур                  | 27.05.2009-01.12.2009 187 сут 20 ч 40 мин | Стыковка к надирному стыковочному узлу ФГБ «Заря» 29.05.2009. Расстыковка 01.12.2009.                                                                | Доставка и возвращение трёх членов экипажа МКС-20/21.                                                                                                  |
| 85    | STS-127             | 2J/A               | Space Shuttle Endeavour | Космический центр Кеннеди | 15.07.2009-31.07.2009 15 сут 16 ч 45 мин  | Стыковка к модулю «Гармония» через PMA-2 17.07.2009. Расстыковка 27.07.2009.                                                                         | Доставка и установка на модуле «Кибо» внешней экспериментальной платформы и внешней негерметичной секции. Смена одного члена экипажа МКС-20.           |
| 86    | «Прогресс М-67»     | 34Р                | Союз-У                  | Байконур                  | 24.07.2009-27.09.2009 64 сут 23 ч 22 мин  | Стыковка в ТОРУ к АО СМ «Звезда» 29.07.2009. Расстыковка 21.09.2009.                                                                                 | Доставка на МКС топлива и грузов. |
| 87    | STS-128             | 17А                | Space Shuttle Discovery | Космический центр Кеннеди | 29.08.2009-12.09.2009 13 сут 20 ч 54 мин  | Стыковка к модулю «Гармония» через PMA-2 31.08.2009. Расстыковка 08.09.2009.                                                                         | Дооснащение МКС с использованием грузового модуля MPLM «Леонардо». Смена одного члена экипажа МКС-20.                                                  |
| 88    | HTV-1               | HTV-1              | H-IIB                   | Танегасима                | 10.09.2009-01.11.2009 ~ 52 сут            | Захват манипулятором МКС и установка на надирный порт модуля «Гармония»17.09.2009. Расстыковка 30.10.2009.                                           | Испытательный полёт первого грузового корабля серии HTV. Доставка на МКС грузов.                                                                       |
| 89    | «Союз ТМА-16»       | 20S                | Союз-ФГ                 | Байконур                  | 30.09.2009-18.03.2010 169 сут 04 ч 10 мин | Стыковка к АО СМ «Звезда» 02.10.2009. Перестыковка на МИМ-2 «Поиск» 21.01.2010. Расстыковка 18.03.2010.                                              | Доставка и возвращение двух членов экипажа МКС-21/22. Доставка участника экспедиции посещения ЭП-17.                                                   |
| 90    | «Прогресс М-03М»    | 35Р                | Союз-У                  | Байконур                  | 15.10.2009-27.04.2010 194 сут 17 ч 36 мин | Стыковка к СО1 «Пирс» 18.10.2009. Расстыковка 22.04.2010.                                                                                            | Доставка на МКС топлива и грузов. |
| 91    | «Прогресс М-МИМ2»   | 5R                 | Союз-У                  | Байконур                  | 10.11.2009-08.12.2009 27 сут 15 ч 16 мин  | Стыковка к зенитному узлу ПхО СМ «Звезда» 12.11.2009. Расстыковка приборно-агрегатного отсека корабля от МИМ2 «Поиск» 08.12.2009.                    | Доставка на МКС малого исследовательского модуля МИМ2 «Поиск» и грузов.                                                                                |
| 92    | STS-129             | ULF3               | Space Shuttle Atlantis  | Космический центр Кеннеди | 16.11.2009-27.11.2009 10 сут 19 ч 16 мин  | Стыковка к модулю «Гармония» через PMA-2 18.11.2009. Расстыковка 25.11.2009.                                                                         | Дооснащение станции и доставка грузов. Возвращение одного члена экипажа МКС-21.                                                                        |
| 93    | «Союз ТМА-17»       | 21S                | Союз-ФГ                 | Байконур                  | 21.12.2009-02.06.2010 163 сут 05 ч 32 мин | Стыковка 22.12.2009 к надирному узлу модуля «Заря». Перестыковка 12.05.2010 на кормовой узел модуля «Звезда». Расстыковка 02.06.2010.                | Доставка и возвращение трёх членов экипажа МКС-22/23.                                                                                                  |

### Запуски 2010 года
| № п/п | Космический аппарат | Обозначение полёта | Средство выведения      | Космодром                 | Сроки и длительность полёта               | Стыковка, перестыковки и расстыковка                                                                      | Задачи полёта                                                                          |
| ----- | ------------------- | ------------------ | ----------------------- | ------------------------- | ----------------------------------------- | --- | -------------------------------------------------------------------------------------- |
| 94    | «Прогресс М-04М»    | 36Р                | Союз-У                  | Байконур                  | 03.02.2010-01.07.2010 148 сут 10 ч 55 мин | Стыковка к АО СМ «Звезда» 05.02.2010. Расстыковка 10.05.2010.                                             | Доставка на МКС топлива и грузов.                                                      |
| 95    | STS-130             | 20А                | Space Shuttle Endeavour | Космический центр Кеннеди | 08.02.2010-22.02.2010 13 сут 18 ч 06 мин  | Стыковка к модулю «Гармония» через PMA-2 10.02.2010. Расстыковка 20.02.2010.                              | Доставка на МКС модулей «Транквилити» и «Купол».                                       |
| 96    | «Союз ТМА-18»       | 22S                | Союз-ФГ                 | Байконур                  | 02.04.2010-25.09.2010 176 сут 01 ч 19 мин | Стыковка к МИМ-2 «Поиск» 04.04.2010. Расстыковка 25.09.2010.                                              | Доставка и возвращение трёх членов экипажа МКС-23/24.                                  |
| 97    | STS-131             | 19А                | Space Shuttle Discovery | Космический центр Кеннеди | 05.04.2010-20.04.2010 15 сут 02 ч 47 мин  | Стыковка к модулю «Гармония» через PMA-2 07.04.2010. Расстыковка 17.04.2010.                              | Дооснащение МКС с использованием грузового модуля MPLM «Леонардо».                     |
| 98    | «Прогресс М-05М»    | 37Р                | Союз-У                  | Байконур                  | 28.04.2010-15.11.2010 200 сут 16 ч 22 мин | Стыковка к СО1 «Пирс» 01.05.2010. Расстыковка 25.10.2010.                                                 | Доставка на МКС топлива и грузов.                                                      |
| 99    | STS-132             | ULF4               | Space Shuttle Atlantis  | Космический центр Кеннеди | 14.05.2010-26.05.2010 11 сут 18 ч 29 мин  | Стыковка к модулю «Гармония» через PMA-2 16.05.2010. Расстыковка 23.05.2010.                              | Доставка на МКС российского малого исследовательского модуля МИМ-1 «Рассвет» и грузов. |
| 100   | «Союз ТМА-19»       | 23S                | Союз-ФГ                 | Байконур                  | 15.06.2010-26.11.2010 163 сут 07 ч 12 мин | Стыковка к АО СМ «Звезда» 18.06.2010. Перестыковка на МИМ-1 «Рассвет» 28.06.2010. Расстыковка 26.11.2010. | Доставка и возвращение трёх членов экипажа МКС-24/25.                                  |
| 101   | «Прогресс М-06М»    | 38Р                | Союз-У                  | Байконур                  | 30.06.2010-06.09.2010 67 сут 21 ч 18 мин  | Стыковка со второй попытки к АО СМ «Звезда» 04.07.2010. Расстыковка 31.08.2010.                           | Доставка на МКС топлива и грузов.                                                      |
| 102   | «Прогресс М-07М»    | 39Р                | Союз-У                  | Байконур                  | 10.09.2010-20.02.2011 163 сут 06 ч 35 мин | Стыковка к АО СМ «Звезда» 12.09.2010. Расстыковка 20.02.2011.                                             | Доставка на МКС топлива и грузов.                                                      |
| 103   | «Союз ТМА-01М»      | 24S                | Союз-ФГ                 | Байконур                  | 07.10.2010-16.03.2011 159 сут 08 ч 43 мин | Стыковка к МИМ-2 «Поиск» 10.10.2010. Расстыковка 16.03.2011.                                              | Доставка и возвращение трёх членов экипажа МКС-25/26.                                  |
| 104   | «Прогресс М-08М»    | 40Р                | Союз-У                  | Байконур                  | 27.10.2010-24.01.2011 88 сут 14 ч 55 мин  | Стыковка в ТОРУ к СО1 «Пирс» 30.10.2010. Расстыковка 24.01.2011.                                          | Доставка на МКС топлива и грузов.                                                      |
| 105   | «Союз ТМА-20»       | 25S                | Союз-ФГ                 | Байконур                  | 15.12.2010-24.05.2011 159 сут 08 ч 17 мин | Стыковка к МИМ-1 «Рассвет» 17.12.2010. Расстыковка 23.05.2011.                                            | Доставка и возвращение трёх членов экипажа МКС-26/27.                                  |

### Запуски 2011 года
| № п/п | Космический аппарат          | Обозначение полёта | Средство выведения      | Космодром                          | Сроки и длительность полёта               | Стыковка, перестыковки и расстыковка | Задачи полёта |
| ----- | ---------------------------- | ------------------ | ----------------------- | ---------------------------------- | ----------------------------------------- | --- | --- |
| 106   | Kounotori 2                  | HTV-2              | H-IIB                   | Танегасима                         | 22.01.2011-30.03.2011 66 сут 21 ч 32 мин  | Захват манипулятором МКС и установка на надирный порт модуля «Гармония» 27.01.2011. Перенос на зенитный порт модуля «Гармония» 18.02.2011. Возвращение на надирный порт модуля «Гармония» 10.03.2011. Расстыковка 28.03.2011. | Доставка на МКС грузов. |
| 107   | «Прогресс М-09М»             | 41Р                | Союз-У                  | Байконур                           | 28.01.2011-26.04.2011 88 сут 11 ч 51 мин  | Стыковка к СО1 «Пирс» 30.01.2011. Отстыковка 22.04.2011. | Доставка на МКС топлива и грузов. |
| 108   | ATV-2 «Иоганн Кеплер»        | ATV-2              | Ariane 5ES              | Гвианский космический центр (Куру) | 16.02.2011-21.06.2011 124 сут 22 ч 59 мин | Стыковка к кормовому узлу СМ «Звезда» 24.02.2011. Расстыковка 20.06.2011. | Доставка на МКС топлива и грузов. |
| 109   | STS-133                      | ULF5               | Space Shuttle Discovery | Космический центр Кеннеди          | 24.02.2011-09.03.2011 12 сут 19 ч 04 мин  | Стыковка к модулю «Гармония» через PMA-2 26.02.2011. Расстыковка 07.03.2011. | Доставка на МКС постоянного многоцелевого модуля PMM «Леонардо» и грузов. Последний полёт шаттла «Дискавери».                                                                      |
| 110   | «Союз ТМА-21 „Юрий Гагарин“» | 26S                | Союз-ФГ                 | Байконур                           | 04.04.2011-16.09.2011 164 сут 05 ч 50 мин | Стыковка к МИМ-2 «Поиск» 06.04.2011. Расстыковка 16.09.2011. | Доставка и возвращение трёх членов экипажа МКС-27/28. |
| 111   | «Прогресс М-10М»             | 42Р                | Союз-У                  | Байконур                           | 27.04.2011-29.10.2011 184 сут 23 ч 55 мин | Стыковка к СО1 «Пирс» 29.04.2011. Расстыковка 29.10.2011. | Доставка на МКС топлива и грузов. |
| 112   | STS-134                      | ULF6               | Space Shuttle Endeavour | Космический центр Кеннеди          | 16.05.2011-01.06.2011 15 сут 17 ч 39 мин  | Стыковка к модулю «Гармония» через PMA-2 18.05.2011. Расстыковка 30.05.2011. | Доставка на МКС альфа-магнитного спектрометра AMS-2 и внешней грузовой платформы ELC-3. Последний полёт шаттла «Индевор».                                                          |
| 113   | «Союз ТМА-02М»               | 27S                | Союз-ФГ                 | Байконур                           | 07.06.2011-22.11.2011 167 сут 06 ч 12 мин | Стыковка к МИМ-1 «Рассвет» 09.06.2011. Расстыковка 21.11.2011. | Доставка и возвращение трёх членов экипажа МКС-28/29. |
| 114   | «Прогресс М-11М»             | 43Р                | Союз-У                  | Байконур                           | 21.06.2011-01.09.2011 71 сут 19 ч 43 мин  | Стыковка к кормовому узлу СМ «Звезда» 23.06.2011. Расстыковка 23.08.2011. | Доставка на МКС топлива и грузов. |
| 115   | STS-135                      | ULF7               | Space Shuttle Atlantis  | Космический центр Кеннеди          | 08.07.2011-21.07.2011 12 сут 18 ч 28 мин  | Стыковка к модулю «Гармония» через PMA-2 10.07.2011. Расстыковка 19.07.2011. | Доставка на МКС робототехнического устройства для дозаправки (RRM), дооснащение МКС с использованием грузового модуля MPLM «Рафаэлло». Последний полёт по программе «Спейс Шаттл». |
| 116   | «Прогресс М-12М»             | 44Р                | Союз-У                  | Байконур                           | 24.08.2011                                | - | Доставка на МКС топлива и грузов. Не выведен на орбиту, аварийное выключение ДУ 3-й ступени РН «Союз-У» на 346-й секунде полёта на участке работы 3-й ступени.                     |
| 117   | «Прогресс М-13М»             | 45Р                | Союз-У                  | Байконур                           | 30.10.2011-25.01.2012 86 сут 17 ч 07 мин  | Стыковка к СО1 «Пирс» 02.11.2011. Расстыковка 23.01.2012. | Доставка на МКС топлива и грузов, в том числе малого КА «Чибис-М». |
| 118   | «Союз ТМА-22»                | 28S                | Союз-ФГ                 | Байконур                           | 14.11.2011-27.04.2012 165 сут 07 ч 31 мин | Стыковка к МИМ-2 «Поиск» 16.11.2011. Расстыковка 27.04.2012. | Доставка и возвращение трёх членов экипажа МКС-29/30. |
| 119   | «Союз ТМА-03М»               | 29S                | Союз-ФГ                 | Байконур                           | 21.12.2011-01.07.2012 192 сут 18 ч 59 мин | Стыковка к МИМ-1 «Рассвет» 23.12.2011. Расстыковка 01.07.2012. | Доставка и возвращение трёх членов экипажа МКС-30/31. |

### Запуски 2012 года
| № п/п | Космический аппарат         | Обозначение полёта | Средство выведения | Космодром                          | Сроки и длительность полёта               | Стыковка, перестыковки и расстыковка | Задачи полёта                                                                                                |
| ----- | --------------------------- | ------------------ | ------------------ | ---------------------------------- | ----------------------------------------- | --- | --- |
| 120   | «Прогресс М-14М»            | 46P                | Союз-У             | Байконур                           | 25.01.2012-28.04.2012 93 сут 15 ч 33 мин  | Стыковка к СО1 «Пирс» 28.01.2012. Расстыковка 19.04.2012. | Доставка на МКС топлива и грузов.                                                                            |
| 121   | ATV-3 «Эдоардо Амальди»     | ATV-3              | Ariane 5ES         | Гвианский космический центр (Куру) | 23.03.2012-03.10.2012 193 сут 21 ч        | Стыковка к кормовому узлу СМ «Звезда» 28.03.2012. Расстыковка 28.09.2012. | Доставка на МКС топлива и грузов.                                                                            |
| 122   | «Прогресс М-15М»            | 47P                | Союз-У             | Байконур                           | 20.04.2012-20.08.2012 122 сут 02 ч 31 мин | Стыковка к СО1 «Пирс» 22.04.2012. 22.07.-29.07.2012 — в автономном полёте. Неудачная попытка повторной стыковки 24.07.2012. Повторная стыковка к СО1 «Пирс» 29.07.2012. Расстыковка 30.07.2012. | Доставка на МКС топлива и грузов, в том числе малого КА «Сфера-53».                                          |
| 123   | «Союз ТМА-04М»              | 30S                | Союз-ФГ            | Байконур                           | 15.05.2012-17.09.2012 124 сут 23 ч 52 мин | Стыковка к МИМ-2 «Поиск» 17.05.2012. Расстыковка 17.09.2012. | Доставка и возвращение трёх членов экипажа МКС-31/32.                                                        |
| 124   | SpaceX COTS Demo Flight 2/3 | SpX-D              | Falcon 9 v.1.0     | Мыс Канаверал                      | 22.05.2012-31.05.2012 9 сут 7 ч 57 мин    | Стыковка к надирному узлу модуля «Гармония» 25.05.2012. Расстыковка 31.05.2012. | Первый демонстрационный полёт грузового корабля Dragon к МКС. Доставка на МКС и возвращение на Землю грузов. |
| 125   | «Союз ТМА-05М»              | 31S                | Союз-ФГ            | Байконур                           | 15.07.2012-19.11.2012 126 сут 23 ч 13 мин | Стыковка к МИМ-1 «Рассвет» 17.07.2012. Расстыковка 18.11.2012. | Доставка и возвращение трёх членов экипажа МКС-32/33.                                                        |
| 126   | Kounotori 3                 | HTV-3              | H-IIB              | Танегасима                         | 21.07.2012-14.09.2012 ~55 сут             | Захват манипулятором и стыковка к надирному узлу модуля «Гармония» 27.07.2012. Расстыковка 11.09.2012.                                                                                          | Доставка на МКС грузов.                                                                                      |
| 127   | «Прогресс М-16М»            | 48Р                | Союз-У             | Байконур                           | 01.08.2012-09.02.2013 191 сут 20 ч 44 мин | Стыковка к СО1 «Пирс» 02.08.2012. Расстыковка 09.02.2013. | Доставка на МКС топлива и грузов.                                                                            |
| 128   | SpaceX CRS-1                | SpX-1              | Falcon 9 v.1.0     | Мыс Канаверал                      | 08.10.2012-28.10.2012 20 сут 18 ч 47 мин  | Стыковка к надирному узлу модуля «Гармония» 10.10.2012. Расстыковка 28.10.2012. | Первый регулярный полёт грузового корабля серии Dragon к МКС. Доставка на МКС и возвращение на Землю грузов  |
| 129   | «Союз ТМА-06М»              | 32S                | Союз-ФГ            | Байконур                           | 23.10.2012-16.03.2013 143 сут 16 ч 14 мин | Стыковка к МИМ-2 «Поиск» 25.10.2012. Расстыковка 15.03.2013. | Доставка и возвращение трёх членов экипажа МКС-33/34.                                                        |
| 130   | «Прогресс М-17М»            | 49Р                | Союз-У             | Байконур                           | 31.10.2012-21.04.2013 172 сут 06 ч 29 мин | Стыковка к кормовому узлу СМ «Звезда» 31.10.2012. Расстыковка 15.04.2013. | Доставка на МКС топлива и грузов.                                                                            |
| 131   | «Союз ТМА-07М»              | 33S                | Союз-ФГ            | Байконур                           | 19.12.2012-14.05.2013 145 сут 14 ч 18 мин | Стыковка к МИМ-1 «Рассвет» 21.12.2012. Расстыковка 13.05.2013. | Доставка и возвращение на Землю трёх членов экипажа МКС-34/35.                                               |

### Запуски 2013 года
| № п/п | Космический аппарат        | Обозначение полёта | Средство выведения | Космодром                          | Сроки и длительность полёта               | Стыковка, перестыковки и расстыковка | Задачи полёта                                                                         |
| ----- | -------------------------- | ------------------ | ------------------ | ---------------------------------- | ----------------------------------------- | --- | ------------------------------------------------------------------------------------- |
| 132   | «Прогресс М-18М»           | 50Р                | Союз-У             | Байконур                           | 11.02.2013-26.07.2013 164 сут 09 ч 12 мин | Стыковка к СО1 «Пирс» 12.02.2013. Расстыковка 25.07.2013.                                                                                                 | Доставка на МКС топлива и грузов.                                                     |
| 133   | SpaceX CRS-2               | SpX-2              | Falcon 9 v.1.0     | Мыс Канаверал                      | 01.03.2013-26.03.2013 25 сут 01 ч 24 мин  | Стыковка к надирному узлу модуля «Гармония» 03.03.2013. Расстыковка 26.03.2013.                                                                           | Доставка на МКС и возвращение на Землю грузов кораблем серии Dragon.                  |
| 134   | «Союз ТМА-08М»             | 34S                | Союз-ФГ            | Байконур                           | 28.03.2013-11.09.2013 166 сут 6 ч 15 мин  | Стыковка к МИМ-2 «Поиск» 29.03.2013. Расстыковка 10.09.2013.                                                                                              | Доставка и возвращение трёх членов экипажа МКС-35/36.                                 |
| 135   | «Прогресс М-19М»           | 51Р                | Союз-У             | Байконур                           | 24.04.2013-19.06.2013 56 сут 02 ч 41 мин  | Стыковка к кормовому узлу СМ «Звезда» 26.04.2013. Расстыковка 11.06.2013.                                                                                 | Доставка на МКС топлива и грузов.                                                     |
| 136   | «Союз ТМА-09М»             | 35S                | Союз-ФГ            | Байконур                           | 28.05.2013-11.11.2013 166 сут 6 ч 17 мин  | Стыковка к МИМ-1 «Рассвет» 29.05.2013. Перестыковка на стыковочный узел агрегатного отсека служебного модуля «Звезда» 01.11.2013. Расстыковка 10.11.2013. | Доставка и возвращение трёх членов экипажа МКС-36/37.                                 |
| 137   | ATV-4 «Альберт Эйнштейн»   | ATV-4              | Ariane 5ES         | Гвианский космический центр (Куру) | 05.06.2013-02.11.2013 149 сут 14 ч 12 мин | Стыковка к кормовому узлу СМ «Звезда» 15.06.2013. Расстыковка 28.10.2013.                                                                                 | Доставка на МКС топлива и грузов.                                                     |
| 138   | «Прогресс М-20М»           | 52Р                | Союз-У             | Байконур                           | 27.07.2013-11.02.2014 198 сут 19 ч 09 мин | Стыковка к СО1 «Пирс» 28.07.2013. Расстыковка 03.02.2014.                                                                                                 | Доставка на МКС топлива и грузов.                                                     |
| 139   | Kounotori 4                | HTV-4              | H-IIB              | Танегасима                         | 03.08.2013-07.09.2013 34 сут 10 ч 22 мин  | Захват манипулятором МКС и стыковка к надирному узлу модуля «Гармония» 09.08.2013. Расстыковка 04.09.2013.                                                | Доставка грузов на МКС.                                                               |
| 140   | Cygnus Orb-D1 G. David Low | Orb-D              | Antares-110        | Уоллопс/MARS                       | 18.09.2013-23.10.2013 35 сут 3 ч 17 мин   | Захват манипулятором МКС и стыковка к надирному узлу модулю «Гармония» (Node2) 29.09.2013. Расстыковка 22.10.2013.                                        | Первый демонстрационный полёт грузового корабля Cygnus к МКС. Доставка грузов на МКС. |
| 141   | «Союз ТМА-10М»             | 36S                | Союз-ФГ            | Байконур                           | 25.09.2013-11.03.2014 166 сут 16 ч 17 мин | Стыковка к МИМ-2 «Поиск» 26.09.2013. Расстыковка 11.03.2014.                                                                                              | Доставка и возвращение трёх членов экипажа МКС-37/38.                                 |
| 142   | «Союз ТМА-11М»             | 37S                | Союз-ФГ            | Байконур                           | 07.11.2013-14.05.2014 187 сут 21 ч 44 мин | Стыковка к МИМ-1 «Рассвет» 07.11.2013. Расстыковка 13.05.2014.                                                                                            | Доставка и возвращение трёх членов экипажа МКС-38/39.                                 |
| 143   | «Прогресс М-21М»           | 53Р                | Союз-У             | Байконур                           | 25.11.2013-09.06.2014 195 сут 19 ч 40 мин | Стыковка к кормовому узлу СМ «Звезда» 25.11.2013. Расстыковка 09.06.2014.                                                                                 | Доставка на МКС топлива и грузов.                                                     |

### Запуски 2014 года
| № п/п | Космический аппарат                  | Обозначение полёта | Средство выведения | Космодром                          | Сроки и длительность полёта               | Стыковка, перестыковки и расстыковка                                                                               | Задачи полёта                                                                                         |
| ----- | ------------------------------------ | ------------------ | ------------------ | ---------------------------------- | ----------------------------------------- | --- | --- |
| 144   | Cygnus CRS Orb-1 C. Gordon Fullerton | Orb-1              | Antares-120        | Уоллопс/MARS                       | 09.01.2014-19.02.2014 41 сут 00 ч 12 мин  | Захват манипулятором МКС и стыковка к надирному узлу модулю «Гармония» (Node2) 12.01.2014. Расстыковка 18.02.2014. | Первый регулярный полёт грузового корабля Cygnus к МКС. Доставка грузов на МКС.                       |
| 145   | «Прогресс М-22М»                     | 54Р                | Союз-У             | Байконур                           | 05.02.2014-18.04.2014 71 сут 23 ч 22 мин  | Стыковка к СО1 «Пирс» 05.02.2014. Расстыковка 07.04.2014.                                                          | Доставка на МКС топлива и грузов.                                                                     |
| 146   | «Союз ТМА-12М»                       | 38S                | Союз-ФГ            | Байконур                           | 25.03.2014-11.09.2014 169 сут 5 ч 6 мин   | Стыковка к МИМ-2 «Поиск» 27.03.2014. Расстыковка 10.09.2014.                                                       | Доставка и возвращение трёх членов экипажа МКС-39/40.                                                 |
| 147   | «Прогресс М-23М»                     | 55Р                | Союз-У             | Байконур                           | 09.04.2014-31.07.2014 113 сут 7 ч 15 мин  | Стыковка СО1 «Пирс» 09.04.2014. Расстыковка 21.07.2014.                                                            | Доставка на МКС топлива и грузов.                                                                     |
| 148   | SpaceX CRS-3                         | SpX-3              | Falcon 9 v.1.1     | Мыс Канаверал                      | 18.04.2014-18.05.2014 29 сут 23 ч 38 мин  | Стыковка к надирному узлу модуля «Гармония» 20.04.2014. Расстыковка 18.05.2014.                                    | Доставка на МКС и возвращение на Землю грузов кораблем серии Dragon.                                  |
| 149   | «Союз ТМА-13М»                       | 39S                | Союз-ФГ            | Байконур                           | 28.05.2014-10.11.2014 165 сут 07 ч 1 мин  | Стыковка к МИМ-1 «Рассвет» 29.05.2014. Расстыковка 10.11.2014.                                                     | Доставка и возвращение трёх членов экипажа МКС-40/41.                                                 |
| 150   | Cygnus CRS Orb-2 Janice E. Voss      | Orb-2              | Antares-120        | Уоллопс/MARS                       | 13.07.2014-17.08.2014 34 сут 20 ч 29 мин  | Стыковка к надирному узлу модулю «Гармония» (Node2) 16.07.2014. Расстыковка 15.08.2014.                            | Доставка грузов на МКС.                                                                               |
| 151   | «Прогресс М-24М»                     | 56Р                | Союз-У             | Байконур                           | 23.07.2014-19.11.2014 119 сут 1 ч 1 мин   | Стыковка СО1 «Пирс» 24.07.2014. Расстыковка 27.10.2014.                                                            | Доставка на МКС топлива и грузов.                                                                     |
| 152   | ATV-5 «Жорж Леметр»                  | ATV-5              | Ariane 5ES         | Гвианский космический центр (Куру) | 29.07.2014-15.02.2015 200 сут 17 ч 25 мин | Стыковка к кормовому узлу СМ «Звезда» 12.08.2014. Расстыковка 14.02.2015.                                          | Доставка на МКС топлива и грузов. Последний полёт грузового корабля серии ATV.                        |
| 153   | SpaceX CRS-4                         | SpX-4              | Falcon 9 v.1.1     | Мыс Канаверал                      | 21.09.2014-25.10.2014 34 сут 13 ч 45 мин  | Стыковка к надирному узлу модуля «Гармония» 23.09.2014. Расстыковка 25.10.2014.                                    | Доставка на МКС и возвращение на Землю грузов кораблем серии Dragon.                                  |
| 154   | «Союз ТМА-14М»                       | 40S                | Союз-ФГ            | Байконур                           | 25.09.2014-12.03.2015 167 сут 05 ч 49 мин | Стыковка к МИМ-2 «Поиск» 26.09.2014. Расстыковка 11.03.2015.                                                       | Доставка и возвращение трёх членов экипажа МКС-41/42.                                                 |
| 155   | Cygnus CRS Orb-3 Deke Slayton        | Orb-3              | Antares-130        | Уоллопс/MARS                       | 29.10.2014                                | - | Доставка на МКС различных грузов. Авария РН "Антарес" в момент старта.                                |
| 156   | «Прогресс М-25М»                     | 57Р                | Союз-2.1а          | Байконур                           | 29.10.2014-26.04.2015 179 сут 5 ч 47 мин  | Стыковка к СО1 «Пирс» 29.10.2014. Расстыковка 25.04.2015.                                                          | Доставка на МКС топлива и грузов. Первый запуск грузового корабля серии «Прогресс» на РН «Союз-2.1а». |
| 157   | «Союз ТМА-15М»                       | 41S                | Союз-ФГ            | Байконур                           | 23.11.2014-11.06.2015 199 сут 16 ч 42 мин | Стыковка к МИМ-1 «Рассвет» 24.11.2014. Расстыковка 11.06.2015.                                                     | Доставка и возвращение трёх членов экипажа МКС-42/43.                                                 |

### Запуски 2015 года
| № п/п | Космический аппарат             | Обозначение полёта | Средство выведения | Космодром     | Сроки и длительность полёта               | Стыковка, перестыковки и расстыковка                                                                    | Задачи полёта |
| ----- | ------------------------------- | ------------------ | ------------------ | ------------- | ----------------------------------------- | --- | --- |
| 158   | SpaceX CRS-5                    | SpX-5              | Falcon 9 v.1.1     | Мыс Канаверал | 10.01.2015-11.02.2015 31 сут 14 ч 56 мин  | Стыковка к надирному узлу модуля «Гармония» 12.01.2015. Расстыковка 10.02.2015.                         | Доставка на МКС и возвращение на Землю грузов кораблем серии Dragon. |
| 159   | «Прогресс М-26М»                | 58Р                | Союз-У             | Байконур      | 17.02.2015-14.08.2015 178 сут 3 ч 16 мин  | Стыковка к АО СМ «Звезда» 17.02.2015. Расстыковка 14.08.2015.                                           | Доставка на МКС топлива и грузов. |
| 160   | «Союз ТМА-16М»                  | 42S                | Союз-ФГ            | Байконур      | 27.03.2015-12.09.2015 168 сут 5 ч 10 мин  | Стыковка к МИМ-2 «Поиск» 28.03.2015. Перестыковка на АО СМ «Звезда» 28.08.2015. Расстыковка 11.09.2015. | Доставка и возвращение одного члена экипажа МКС-43/44. Доставка двух членов экипажа МКС-43/44/45/46 (участники годовой экспедиции на МКС). Возвращение двух участников экспедиции посещения ЭП-18. |
| 161   | SpaceX CRS-6                    | SpX-6              | Falcon 9 v.1.1     | Мыс Канаверал | 14.04.2015-21.05.2015 36 сут 20 ч 31 мин  | Стыковка к надирному узлу модуля «Гармония» 17.04.2015. Расстыковка 21.05.2015.                         | Доставка на МКС и возвращение на Землю грузов кораблем серии Dragon. |
| 162   | «Прогресс М-27М»                | 59Р                | Союз-2.1а          | Байконур      | 28.04.2015-08.05.2015 9 сут 18 ч 54 мин   | - | Доставка на МКС топлива и грузов. Нештатное разделение 3-й ступени РН и ТГК. Корабль прекратил существование на 160-м витке                                                                        |
| 163   | SpaceX CRS-7                    | SpX-7              | Falcon 9 v.1.1     | Мыс Канаверал | 28.06.2015                                | - | Доставка на МКС и возвращение на Землю грузов. Взрыв РН Falcon-9 на 3-й минуте после пуска. В результате утерян адаптер IDA-1.                                                                     |
| 164   | «Прогресс М-28М»                | 60Р                | Союз-У             | Байконур      | 03.07.2015-19.12.2015 169 сут 6 ч 32 мин  | Стыковка к СО1 «Пирс» 05.07.2015. Расстыковка 19.12.2015.                                               | Доставка на МКС топлива и грузов. |
| 165   | «Союз ТМА-17М»                  | 43S                | Союз-ФГ            | Байконур      | 22.07.2015-11.12.2015 141 сут 16 ч 16 мин | Стыковка к МИМ-1 «Рассвет» 23.07.2015. Расстыковка 11.12.2015.                                          | Доставка и возвращение трёх членов экипажа МКС-44/45. |
| 166   | Kounotori 5                     | HTV-5              | H-IIB              | Танегасима    | 19.08.2015-29.09.2015 ~40 сут             | Стыковка к надирному узлу модуля «Гармония» 24.08.2015. Расстыковка 28.09.2015.                         | Доставка грузов на МКС. |
| 167   | «Союз ТМА-18М»                  | 44S                | Союз-ФГ            | Байконур      | 02.09.2015-02.03.2016 181 сут 23 ч 52 мин | Стыковка к МИМ-2 «Поиск» 04.09.2015. Расстыковка 02.03.2016.                                            | Доставка и возвращение одного члена экипажа МКС-45/46. Доставка двух участников экспедиции посещения ЭП-18. Возвращение двух членов экипажа МКС-43/44/45/46 (участники годовой экспедиции на МКС). |
| 168   | «Прогресс М-29М»                | 61Р                | Союз-У             | Байконур      | 01.10.2015-08.04.2016 189 сут 21 ч 28 мин | Стыковка к АО СМ «Звезда» 01.10.2015. Расстыковка 30.03.2016.                                           | Доставка на МКС топлива и грузов. |
| 169   | Cygnus CRS OA-4 Deke Slayton II | OA-4               | Atlas V 401        | Мыс Канаверал | 06.12.2015-20.02.2016 75 сут 18 ч 15 мин  | Стыковка к надирному узлу модуля «Unity» (Node1) 09.12.2015. Расстыковка 19.02.2016.                    | Доставка грузов на МКС. Запуск на РН Atlas V в связи с аварией носителя в предыдущем запуске грузового корабля серии Cygnus,                                                                       |
| 170   | «Союз ТМА-19М»                  | 45S                | Союз-ФГ            | Байконур      | 15.12.2015-18.06.2016 185 сут 22 ч 12 мин | Стыковка к МИМ-1 «Рассвет» 15.12.2015. Расстыковка 18.06.2016.                                          | Доставка и возвращение трёх членов экипажа МКС-46/47. |
| 171   | «Прогресс МС-01»                | 62Р                | Союз-2.1а          | Байконур      | 21.12.2015-03.07.2016 194 сут 22 ч 15 мин | Стыковка к СО1 «Пирс» 23.12.2015. Расстыковка 02.07.2016.                                               | Доставка на МКС топлива и грузов. |

### Запуски 2016 года
| № п/п | Космический аппарат             | Обозначение полёта | Средство выведения | Космодром     | Сроки и длительность полёта               | Стыковка, перестыковки и расстыковка                                                   | Задачи полёта |
| ----- | ------------------------------- | ------------------ | ------------------ | ------------- | ----------------------------------------- | -------------------------------------------------------------------------------------- | --- |
| 172   | «Союз ТМА-20М»                  | 46S                | Союз-ФГ            | Байконур      | 18.03.2016-07.09.2016 172 сут 3 ч 47 мин  | Стыковка к МИМ-2 «Поиск» 19.03.2016. Расстыковка 06.09.2016.                           | Доставка и возвращение трёх членов экипажа МКС-47/48. |
| 173   | Cygnus CRS ОА-6 Rick Husband    | OA-6               | Atlas V 401        | Мыс Канаверал | 23.03.2016-22.06.2016 91 сут 10 ч 23 мин  | Стыковка к надирному порту модуля Unity (Node1) 26.03.2016. Расстыковка 14.06.2016.    | Доставка грузов на МКС. |
| 174   | «Прогресс МС-02»                | 63Р                | Союз-2.1а          | Байконур      | 31.03.2016-14.10.2016 198 сут 21 ч 15 мин | Стыковка к АО СМ «Звезда» 02.04.2016. Расстыковка 14.10.2016.                          | Доставка на МКС топлива и грузов. |
| 175   | SpaceX CRS-8                    | SpX-8              | Falcon 9 FT        | Мыс Канаверал | 08.04.2016-11.05.2016 32 сут 21 ч 48 мин  | Стыковка к нижнему узлу «Гармония» (Node 2) 10.04.2016. Расстыковка 11.05.2016.        | Доставка на МКС и возвращение на Землю грузов кораблем серии Dragon. Доставка надувного разворачиваемого модуля BEAM.                                                                               |
| 176   | «Союз МС-01»                    | 47S                | Союз-ФГ            | Байконур      | 07.07.2016-30.10.2016 115 сут 2 ч 22 мин  | Стыковка к модулю «Рассвет» (МИМ1) 09.07.2016. Расстыковка 30.10.2016.                 | Доставка и возвращение трёх членов экипажа МКС-48/49. |
| 177   | «Прогресс МС-03»                | 64P                | Союз-У             | Байконур      | 16.07.2016-31.01.2017 198 сут 20 ч 42 мин | Стыковка к модулю Пирс 19.07.2016. Расстыковка 31.01.2017.                             | Доставка на МКС топлива и грузов. |
| 178   | SpaceX CRS-9                    | SpX-9              | Falcon 9 FT        | Мыс Канаверал | 18.07.2016-26.08.2016 39 сут 11 ч 3 мин   | Стыковка к надирному узлу модулю «Гармония» 20.07.2016. Расстыковка 25.08.2016.        | Доставка на МКС и возвращение на Землю грузов кораблем серии Dragon. Доставка стыковочного адаптера IDA-2 для пилотируемых космических кораблей Dragon 2 и CST-100 Starliner.                       |
| 179   | Cygnus CRS OA-5 Alan Poindexter | OA-5               | Antares-230        | Уоллопс/MARS  | 17.10.2016-27.11.2016 40 сут 23 ч 50 мин  | Стыковка к надирному узлу модуля «Юнити» 23.10.2016. Расстыковка 21.11.2016.           | Доставка грузов на МКС. |
| 180   | «Союз МС-02»                    | 48S                | Союз-ФГ            | Байконур      | 19.10.2016-10.04.2017 173 сут 3 ч 16 мин  | Стыковка 21.10.2016 к зенитному узлу модуля «Поиск». Расстыковка 10.04.2017.           | Доставка и возвращение трёх членов экипажа МКС-49/50. |
| 181   | «Союз МС-03»                    | 49S                | Союз-ФГ            | Байконур      | 17.11.2016-02.06.2017 196 сут 17 ч 50 мин | Стыковка к надирному узлу модуля «Рассвет» (МИМ-1) 20.11.2016. Расстыковка 02.06.2017. | Доставка и возвращение двух членов экипажа МКС-50/51, доставка одного члена экипажа МКС-50/51/52.                                                                                                   |
| 182   | «Прогресс МС-04»                | 65P                | Союз-У             | Байконур      | 01.12.2016                                | -                                                                                      | Доставка на МКС топлива и грузов. Потеря связи с ракетой-носителем произошла на высоте около 190 км, корабль не смог выйти на расчётную орбиту и разрушился при вхождении в плотные слои атмосферы. |
| 183   | Kounotori 6                     | HTV-6              | H-IIB              | Танегасима    | 09.12.2016-05.02.2017 58 сут 1 ч 38 мин   | Стыковка к надирному узлу модулю «Гармония» 13.12.2016. Расстыковка 27.01.2017.        | Доставка грузов на МКС. |

### Запуски 2017 года
| № п/п | Космический аппарат          | Обозначение полёта | Средство выведения | Космодром     | Сроки и длительность полёта               | Стыковка, перестыковки и расстыковка                                                   | Задачи полёта                                                                                        |
| ----- | ---------------------------- | ------------------ | ------------------ | ------------- | ----------------------------------------- | -------------------------------------------------------------------------------------- | --- |
| 184   | SpaceX CRS-10                | SpX-10             | Falcon 9 FT        | Мыс Канаверал | 19.02.2017-19.03.2017 28 сут 00 ч 7 мин   | Стыковка 23.02.2017 к надирному узлу модуля «Гармония». Расстыковка 18.03.2017.        | Доставка на МКС и возвращение на Землю грузов кораблем серии Dragon.                                 |
| 185   | «Прогресс МС-05»             | 66P                | Союз-У             | Байконур      | 22.02.2017-20.07.2017 148 сут 15 ч 42 мин | Стыковка 24.02.2017 к надирному узлу модуля «Пирс». Расстыковка 20.07.2017.            | Доставка на МКС топлива и грузов.                                                                    |
| 186   | Cygnus CRS OA-7 John Glenn   | OA-7               | Atlas V 401        | Мыс Канаверал | 18.04.2017-11.06.2017 54 сут 01 ч 56 мин  | Стыковка 22.04.2017 к надирному узлу модуля «Юнити». Расстыковка 04.06.2017.           | Доставка грузов на МКС.                                                                              |
| 187   | «Союз МС-04»                 | 50S                | Союз-ФГ            | Байконур      | 20.04.2017-03.09.2017 135 сут 18 ч 8 мин  | Стыковка 20.04.2017 к зенитному узлу модуля «Поиск» (МИМ-2). Расстыковка 02.09.2017.   | Доставка и возвращение двух членов экипажа МКС-51/52. Возвращение одного члена экипажа МКС-50/51/52. |
| 188   | SpaceX CRS-11                | SpX-11             | Falcon 9 FT        | Мыс Канаверал | 03.06.2017-03.07.2017 29 сут 15 ч 4 мин   | Стыковка 05.06.2017 к надирному узлу модуля «Гармония». Расстыковка 02.07.2017.        | Доставка на МКС и возвращение на Землю грузов кораблем серии Dragon.                                 |
| 189   | «Прогресс МС-06»             | 67P                | Союз-2.1а          | Байконур      | 14.06.2017-28.12.2017 196 сут 19 ч 14 мин | Стыковка 16.06.2017 к кормовому узлу модуля «Звезда». Расстыковка 28.12.2017.          | Доставка на МКС топлива и грузов.                                                                    |
| 190   | «Союз МС-05»                 | 51S                | Союз-ФГ            | Байконур      | 28.07.2017-14.12.2017 138 сут 16 ч 57 мин | Стыковка 28.07.2017 к надирному узлу модуля «Рассвет» (МИМ-1). Расстыковка 14.12.2017. | Доставка и возвращение трёх членов экипажа МКС-52/53.                                                |
| 191   | SpaceX CRS-12                | SpX-12             | Falcon 9 FT        | Мыс Канаверал | 14.08.2017-17.09.2017 33 сут 22 ч 9 мин   | Стыковка 16.08.2017 к надирному узлу модуля «Гармония». Расстыковка 17.09.2017.        | Доставка на МКС и возвращение на Землю грузов кораблем серии Dragon.                                 |
| 192   | «Союз МС-06»                 | 52S                | Союз-ФГ            | Байконур      | 12.09.2017-28.02.2018 168 сут 5 ч 14 мин  | Стыковка 13.09.2017 к зенитному узлу модуля «Поиск» (МИМ-2). Расстыковка 27.02.2018.   | Доставка и возвращение трёх членов экипажа МКС-53/54.                                                |
| 193   | «Прогресс МС-07»             | 68P                | Союз-2.1а          | Байконур      | 14.10.2017-26.04.2018 193 сут 20 ч 04 мин | Стыковка 16.10.2017 к надирному узлу модуля «Пирс». Расстыковка 28.03.2018.            | Доставка на МКС топлива и грузов.                                                                    |
| 194   | Cygnus CRS OA-8E Gene Cernan | OA-8               | Antares-230        | Уоллопс/MARS  | 12.11.2017-18.12.2017 36 сут 00 ч 35 мин  | Стыковка 14.11.2017 к надирному узлу модуля «Юнити». Расстыковка 05.12.2017.           | Доставка грузов на МКС.                                                                              |
| 195   | SpaceX CRS-13                | SpX-13             | Falcon 9 FT        | Мыс Канаверал | 15.12.2017-13.01.2018 29 сут 00 ч 00 мин  | Стыковка 17.12.2017 к надирному узлу модуля «Гармония». Расстыковка 13.01.2018.        | Доставка на МКС и возвращение на Землю грузов кораблем серии Dragon.                                 |
| 196   | «Союз МС-07»                 | 53S                | Союз-ФГ            | Байконур      | 17.12.2017-03.06.2018 168 сут 5 ч 19 мин  | Стыковка 19.12.2017 к надирному узлу модуля «Рассвет» (МИМ-1). Расстыковка 03.06.2018. | Доставка и возвращение трёх членов экипажа МКС-54/55.                                                |

### Запуски 2018 года
| № п/п | Космический аппарат            | Обозначение полёта | Средство выведения | Космодром     | Сроки и длительность полёта               | Стыковка, перестыковки и расстыковка                                                   | Задачи полёта                                                                               |
| ----- | ------------------------------ | ------------------ | ------------------ | ------------- | ----------------------------------------- | -------------------------------------------------------------------------------------- | ------------------------------------------------------------------------------------------- |
| 197   | «Прогресс МС-08»               | 69P                | Союз-2.1а          | Байконур      | 13.02.2018-30.08.2018 197 сут 17 ч 53 мин | Стыковка 15.02.2018 к кормовому узлу модуля «Звезда». Расстыковка 23.08.2018.          | Доставка на МКС топлива и грузов.                                                           |
| 198   | «Союз МС-08»                   | 54S                | Союз-ФГ            | Байконур      | 21.03.2018-04.10.2018 196 сут 18 ч 1 мин  | Стыковка 23.03.2018 к зенитному узлу модуля «Поиск» (МИМ-2). Расстыковка 04.10.2018.   | Доставка и возвращение трёх членов экипажа МКС-55/56.                                       |
| 199   | SpaceX CRS-14                  | SpX-14             | Falcon 9 FT        | Мыс Канаверал | 02.04.2018-05.05.2018 33 сут 1 ч 30 мин   | Стыковка 04.04.2018 к надирному узлу модуля «Гармония». Расстыковка 05.05.2018.        | Доставка на МКС и возвращение на Землю грузов кораблем серии Dragon.                        |
| 200   | Cygnus CRS OA-9E J.R. Thompson | OA-9               | Antares-230        | Уоллопс/MARS  | 21.05.2018-30.07.2018 70 сут 00 ч 33 мин  | Стыковка 24.05.2018 к надирному узлу модуля «Юнити». Расстыковка 15.07.2018.           | Доставка на МКС грузов.                                                                     |
| 201   | «Союз МС-09»                   | 55S                | Союз-ФГ            | Байконур      | 06.06.2018-20.12.2018 196 сут 17 ч 50 мин | Стыковка 08.06.2018 к надирному узлу модуля «Рассвет» (МИМ-1). Расстыковка 20.12.2018. | Доставка и возвращение трёх членов экипажа МКС-56/57.                                       |
| 202   | SpaceX CRS-15                  | SpX-15             | Falcon 9 FT        | Мыс Канаверал | 29.06.2018-03.08.2018 35 сут 12 ч 35 мин  | Стыковка 02.07.2018 к надирному узлу модуля «Гармония». Расстыковка 03.08.2018.        | Доставка на МКС и возвращение на Землю грузов кораблем серии Dragon.                        |
| 203   | «Прогресс МС-09»               | 70P                | Союз-2.1а          | Байконур      | 09.07.2018-25.01.2019 199 сут 18 ч 59 мин | Стыковка 10.07.2018 к надирному узлу модуля «Пирс». Расстыковка 25.01.2019.            | Доставка на МКС топлива и грузов.                                                           |
| 204   | Kounotori 7                    | HTV-7              | H-IIB              | Танегасима    | 22.09.2018-10.11.2018 49 сут 4 ч 7 мин    | Стыковка 27.09.2018,10:09 к узлу 2 модуля «Гармония». Расстыковка 06.11.2018.          | Доставка на МКС грузов.                                                                     |
| 205   | «Союз МС-10»                   | 56S                | Союз-ФГ            | Байконур      | 11.10.2018 20 мин                         | -                                                                                      | Авария носителя "Союз-ФГ" на этапе отделения первой ступени. Аварийное возвращение экипажа. |
| 206   | «Прогресс МС-10»               | 71P                | Союз-ФГ            | Байконур      | 16.11.2018-04.06.2019 199 сут 18 ч 15 мин | Стыковка 18.11.2018 к кормовому узлу модуля «Звезда». Расстыковка 04.06.2019           | Доставка на МКС топлива и грузов.                                                           |
| 207   | Сигнус NG-10 John Young        | NG-10              | Antares-230        | Уоллопс/MARS  | 17.11.2018-25.02.2019 100 сут 00 ч 04 мин | Стыковка 19.11.2018 к надирному узлу модуля «Юнити». Расстыковка 08.02.2019.           | Доставка на МКС грузов.                                                                     |
| 208   | «Союз МС-11»                   | 57S                | Союз-ФГ            | Байконур      | 03.12.2018-25.06.2019 203 сут 15 ч 17 мин | Стыковка 03.12.2018 к зенитному узлу модуля «Поиск» (МИМ-2). Расстыковка 24.06.2019.   | Доставка и возвращение трёх членов экипажа МКС-57/58/59.                                    |
| 209   | SpaceX CRS-16                  | SpX-16             | Falcon 9 FT        | Мыс Канаверал | 05.12.2018-14.01.2019 39 сут 10 ч 54 мин  | Стыковка 08.12.2018 к надирному узлу модуля «Гармония». Расстыковка 13.01.2019.        | Доставка на МКС и возвращение на Землю грузов кораблем серии Dragon.                        |

### Запуски 2019 года
| № п/п | Космический аппарат            | Обозначение полёта | Средство выведения | Космодром                 | Сроки и длительность полёта               | Стыковка, перестыковки и расстыковка | Задачи полёта |
| ----- | ------------------------------ | ------------------ | ------------------ | ------------------------- | ----------------------------------------- | --- | --- |
| 210   | SpaceX DM-1                    | SpX-DM1            | Falcon 9 FT        | Космический центр Кеннеди | 02.03.2019-08.03.2019 6 сут 5 ч 56 мин    | Стыковка 03.03.2019 к модулю «Гармония» (IDA-2 на PMA-2). Расстыковка 08.03.2019.                                                              | Первый испытательный полёт корабля Dragon 2 в беспилотном режиме. |
| 211   | «Союз МС-12»                   | 58S                | Союз-ФГ            | Байконур                  | 14.03.2019-03.10.2019 202 сут 15 ч 46 мин | Стыковка 15.03.2019 к надирному узлу модуля «Рассвет». Расстыковка 03.10.2019.                                                                 | Доставка и возвращение двух членов экипажа МКС-59/60. Доставка одного члена экипажа МКС-59/60/61. Возвращение участника экспедиции посещения ЭП-19.                                       |
| 212   | «Прогресс МС-11»               | 72P                | Союз-2.1а          | Байконур                  | 04.04.2019-29.07.2019 116 сут 3 ч 31 мин  | Стыковка 04.04.2019 к надирному узлу модуля «Пирс». Расстыковка 29.07.2019.                                                                    | Доставка на МКС топлива и грузов. |
| 213   | Cygnus CRS NG-11 Roger Chaffee | NG-11              | Antares-230        | Уоллопс/MARS              | 17.04.2019-06.12.2019 232 сут 18 ч 42 мин | Стыковка 19.04.2019 к надирному узлу модуля «Юнити». Расстыковка 06.08.2019.                                                                   | Доставка на МКС грузов. |
| 214   | SpaceX CRS-17                  | SpX-17             | Falcon 9 FT        | Мыс Канаверал             | 04.05.2019-03.06.2019 30 сут 15 ч 7 мин   | Стыковка 06.05.2019 к надирному узлу модуля «Гармония». Расстыковка 03.06.2019.                                                                | Доставка на МКС и возвращение на Землю грузов кораблем серии Dragon. |
| 215   | «Союз МС-13»                   | 59S                | Союз-ФГ            | Байконур                  | 20.07.2019-06.02.2020 200 сут 16 ч 44 мин | Стыковка 20.07.2019 к кормовому узлу модуля «Звезда». Перестыковка на зенитный узел модуля «Поиск» (МИМ-2) 26.08.2019. Расстыковка 06.02.2020. | Доставка и возвращение двух членов экипажа МКС-60/61. Доставка одного члена экипажа МКС-60/61/62. Возвращение одного члена экипажа МКС-59/60/61.                                          |
| 216   | SpaceX CRS-18                  | SpX-18             | Falcon 9 FT        | Мыс Канаверал             | 25.07.2019-27.08.2019 32 сут 17 ч 19 мин  | Стыковка 27.07.2019 к надирному узлу модуля «Гармония». Расстыковка 27.08.2019.                                                                | Доставка на МКС и возвращение на Землю грузов кораблем серии Dragon. |
| 217   | «Прогресс МС-12»               | 73P                | Союз-2.1а          | Байконур                  | 31.07.2019-29.11.2019 121 сут 2 ч 1 мин   | Стыковка 31.07.2019 к надирному узлу модуля «Пирс». Отстыковка 29.11.2019.                                                                     | Доставка на МКС топлива и грузов. |
| 218   | «Союз МС-14»                   | 60S                | Союз-2.1а          | Байконур                  | 22.08.2019-06.09.2019 15 сут 17 ч 53 мин  | Стыковка 27.08.2019 к кормовому узлу модуля «Звезда». Первая попытка стыковки 24.08.2019 оказалась неудачной. Расстыковка 06.09.2019.          | Первый испытательный пуск корабля серии «Союз» на ракете-носителе «Союз-2.1а» в беспилотном варианте. Доставка на МКС и возвращение на Землю грузов.                                      |
| 219   | Kounotori 8                    | HTV-8              | H-IIB              | Танегасима                | 24.09.2019-03.11.2019 39 сут 10 ч 4 мин   | Стыковка 28.09.2019 к надирному узлу модуля «Гармония». Расстыковка 01.11.2019.                                                                | Доставка на МКС грузов. |
| 220   | «Союз МС-15»                   | 61S                | Союз-ФГ            | Байконур                  | 25.09.2019-17.04.2020 204 сут 15 ч 19 мин | Стыковка 25.09.2019 к кормовому узлу модуля «Звезда». Расстыковка 17.04.2020.                                                                  | Доставка и возвращение двух членов экипажа МКС-61/62. Доставка участника экспедиции посещения ЭП-19. Возвращение одного члена экипажа МКС-60/61/62.                                       |
| 221   | Cygnus CRS NG-12 Alan Bean     | NG-12              | Antares-230+       | Уоллопс/MARS              | 02.11.2019-17.03.2020 136 сут 9 ч 00 мин  | Стыковка 04.11.2019 к надирному узлу модуля «Юнити». Расстыковка 31.01.2020.                                                                   | Доставка на МКС грузов. |
| 222   | SpaceX CRS-19                  | SpX-19             | Falcon 9 FT        | Мыс Канаверал             | 05.12.2019-07.01.2020 32 сут 22 ч 12 мин  | Стыковка 08.12.2019 к надирному узлу модуля «Гармония». Расстыковка 07.01.2020                                                                 | Доставка на МКС и возвращение на Землю грузов кораблем серии Dragon. |
| 223   | «Прогресс МС-13»               | 74P                | Союз-2.1а          | Байконур                  | 06.12.2019-08.07.2020 215 сут 12 ч 30 мин | Стыковка 09.12.2019 к надирному узлу модуля «Пирс». Расстыковка 08.07.2020                                                                     | Доставка на МКС топлива и грузов. |
| 224   | Boeing Orbital Flight Test     | Boe-OFT            | Atlas-5            | Мыс Канаверал             | 20.12.2019-22.12.2019 2 сут 1 ч 21 мин    | - | Первый тестовый запуск корабля серии CST-100 Starliner в беспилотном режиме. Нештатное выведение на околоземную орбиту на этапе довыведения двигателями корабля. Стыковка с МКС отменена. |

### Запуски 2020 года
| № п/п | Космический аппарат                  | Обозначение полёта | Средство выведения | Космодром                 | Сроки и длительность полёта               | Стыковка, перестыковки и расстыковка | Задачи полёта                                                                                        |
| ----- | ------------------------------------ | ------------------ | ------------------ | ------------------------- | ----------------------------------------- | --- | --- |
| 225   | Cygnus CRS NG-13 Robert Lawrence Jr. | NG-13              | Antares-230+       | Уоллопс/MARS              | 15.02.2020-29.05.2020 103 сут 23 ч 7 мин  | Стыковка 18.02.2020 к надирному узлу модуля «Юнити». Расстыковка 11.05.2020. | Доставка на МКС грузов.                                                                              |
| 226   | SpaceX CRS-20                        | SpX-20             | Falcon 9 FT        | Мыс Канаверал             | 07.03.2020-07.04.2020 31 сут 8 ч 58 мин   | Стыковка 09.03.2020 к надирному узлу модуля «Гармония». Расстыковка 07.04.2020. | Доставка на МКС и возвращение на Землю грузов кораблем серии Dragon.                                 |
| 227   | «Союз МС-16»                         | 62S                | Союз-2.1а          | Байконур                  | 09.04.2020-22.10.2020 195 сут 18 ч 49 мин | Стыковка 09.04.2020 к зенитному узлу модуля «Поиск». Расстыковка 21.10.2020 | Доставка и возвращение трёх членов экипажа МКС-62/63.                                                |
| 228   | «Прогресс МС-14»                     | 75P                | Союз-2.1а          | Байконур                  | 25.04.2020-29.04.2021 369 сут 1 ч 41 мин  | Стыковка 25.04.2020 к кормовому узлу модуля «Звезда». Расстыковка 27.04.2021. | Доставка на МКС топлива и грузов.                                                                    |
| 229   | Kounotori 9                          | HTV-9              | H-IIB              | Танегасима                | 20.05.2020-20.08.2020 91 сут 13 ч 36 мин  | Стыковка 25.05.2020 к надирному узлу модуля «Гармония». Расстыковка 18.08.2020. | Доставка на МКС грузов.                                                                              |
| 230   | SpaceX DM-2 Endeavour                | SpX-DM2            | Falcon 9 FT        | Космический центр Кеннеди | 30.05.2020-02.08.2020 63 сут 23 ч 25 мин  | Стыковка 31.05.2020 к модулю «Гармония» (IDA-2 на PMA-2). Расстыковка 01.08.2020. | Первый пилотируемый полёт корабля серии Dragon 2. Доставка и возвращение двух членов экипажа МКС-63. |
| 231   | «Прогресс МС-15»                     | 76P                | Союз-2.1а          | Байконур                  | 23.07.2020-09.02.2021 201 сут 9 ч 42 мин  | Стыковка 23.07.2020 к надирному узлу модуля «Пирс». Отстыковка 09.02.2021. | Доставка на МКС топлива и грузов.                                                                    |
| 232   | Cygnus CRS NG-14 Kalpana Chawla      | NG-14              | Antares-230+       | Уоллопс/MARS              | 03.10.2020-26.01.2021 115 сут 19 ч 6 мин  | Стыковка 05.10.2020 к надирному узлу модуля «Юнити». Расстыковка 06.01.2021. | Доставка на МКС грузов.                                                                              |
| 233   | «Союз МС-17»                         | 63S                | Союз-2.1а          | Байконур                  | 14.10.2020-17.04.2021 184 сут 23 ч 10 мин | Стыковка 14.10.2020 к надирному узлу модуля «Рассвет». Перестыковка на зенитный узел модуля «Поиск» (МИМ-2) 19.03.2021. Расстыковка 17.04.2021.                                                     | Доставка и возвращение трёх членов экипажа МКС-63/64.                                                |
| 234   | SpaceX Crew-1 Resilience             | USCV-1             | Falcon 9 FT        | Космический центр Кеннеди | 16.11.2020-02.05.2021 167 сут 6 ч 29 мин  | Стыковка 17.11.2020 к модулю «Гармония» (IDA-2 на PMA-2). Перестыковка с переднего стыковочного узла PMA-2 на зенитный стыковочный узел PMA-3 модуля «Гармония» 05.04.2021. Расстыковка 02.05.2021. | Доставка и возвращение четырёх членов экипажа МКС-64.                                                |
| 235   | SpaceX CRS-21                        | SpX-21             | Falcon 9 FT        | Космический центр Кеннеди | 06.12.2020-14.01.2021 38 сут 09 ч 08 мин  | Стыковка 07.11.2020 к модулю «Гармония» (IDA-3 на PMA-3). Расстыковка 12.01.2021 | Доставка на МКС и возвращение на Землю грузов кораблём серии Dragon 2.                               |

### Запуски 2021 года
| № п/п | Космический аппарат                | Обозначение полёта | Средство выведения | Космодром                 | Сроки и длительность полёта               | Стыковка, перестыковки и расстыковка | Задачи полёта |
| ----- | ---------------------------------- | ------------------ | ------------------ | ------------------------- | ----------------------------------------- | --- | --- |
| 236   | «Прогресс МС-16»                   | 77P                | Союз-2.1а          | Байконур                  | 15.02.2021-26.07.2021 ~161 сут            | Стыковка 17.02.2021 к надирному узлу модуля «Пирс». Отстыковка 26.07.2021 в связке с модулем «Пирс» от надирного узла модуля «Звезда».                                                             | Доставка на МКС топлива и грузов. Выведение из состава станции и затопление модуля «Пирс» для освобождения стыковочного узла для модуля «Наука».                                         |
| 237   | Cygnus CRS NG-15 Katherine Johnson | NG-15              | Antares-230+       | Уоллопс/MARS              | 20.02.2021-02.07.2021 131 сут 7 ч 53 мин  | Стыковка 22.02.2021 к надирному узлу модуля «Юнити». Отстыковка 29.06.2021. | Доставка на МКС грузов. |
| 238   | «'Союз МС-18 „Ю. А. Гагарин“»'     | 64S                | Союз-2.1а          | Байконур                  | 09.04.2021-17.10.2021 190 сут 20 ч 53 мин | Стыковка 09.04.2021 к надирному узлу модуля «Рассвет». Перестыковка на надирный узел модуля «Наука» 28.09.2021. Расстыковка 17.10.2021.                                                            | Доставка на МКС одного члена экипажа МКС-65 и двух членов экипажа МКС-65/66. |
| 239   | SpaceX Crew-2 Endeavour            | USCV-2             | Falcon 9 FT        | Космический центр Кеннеди | 23.04.2021-09.11.2021 199 сут 17 ч 44 мин | Стыковка 24.04.2021 к модулю «Гармония» (IDA-2 на PMA-2). Перестыковка с переднего стыковочного узла PMA-2 на зенитный стыковочный узел PMA-3 модуля «Гармония» 21.07.2021. Отстыковка 08.11.2021. | Доставка на МКС и возвращение четырёх членов экипажа МКС-65/66. |
| 240   | SpaceX CRS-22                      | SpX-22             | Falcon 9 FT        | Космический центр Кеннеди | 03.06.2021-10.07.2021 36 сут 9 ч 59 мин   | Стыковка 05.06.2021 к модулю «Гармония» (IDA-3 на PMA-3). Отстыковка 08.07.2021. | Доставка на МКС и возвращение на Землю грузов кораблём серии Dragon 2. Доставка первой партии новых солнечных панелей iROSA.                                                             |
| 241   | «Прогресс МС-17»                   | 78P                | Союз-2.1а          | Байконур                  | 29.06.2021-25.11.2021 ~149 сут            | Стыковка 02.07.2021 к зенитному узлу модуля «Поиск». Отстыковка 20.10.2021. Повторная стыковка 22.10.2021 к надирному узлу модуля «Наука». Отстыковка 25.11.2021.                                  | Доставка на МКС топлива и грузов. |
| 242   | «Наука»                            | 3R                 | Протон-М           | Байконур                  | с 21.07.2021 4 года 29 дней               | Стыковка 29.07.2021 к надирному узлу модуля «Звезда». | Доставка на МКС модуля «Наука» и робота-манипулятора ERA. |
| 243   | Cygnus CRS NG-16 Ellison Onizuka   | NG-16              | Antares-230+       | Уоллопс/MARS              | 10.08.2021-15.12.2021 126 сут 8 ч 23 мин  | Стыковка 12.08.2021 к надирному узлу модуля «Юнити». Отстыковка 20.11.2021. | Доставка на МКС грузов. |
| 244   | SpaceX CRS-23                      | SpX-23             | Falcon 9 FT        | Космический центр Кеннеди | 29.08.2021-01.10.2021 32 сут 19 ч 42 мин  | Стыковка 30.08.2021 к модулю «Гармония» (IDA-2 на PMA-2). Отстыковка 30.09.2021. | Доставка на МКС и возвращение на Землю грузов кораблём серии Dragon 2. |
| 245   | «Союз МС-19»                       | 65S                | Союз-2.1а          | Байконур                  | 05.10.2021-30.03.2021 176 сут 2 ч 33 мин  | Стыковка 05.10.2021 к надирному узлу модуля «Рассвет». Отстыковка 30.03.2022. | Доставка на МКС одного члена экипажа МКС-65/66 и двух участников экспедиции посещения для съёмок художественного фильма на борту станции, возвращение трёх участников экспедиции МКС-66. |
| 246   | «Прогресс МС-18»                   | 79P                | Союз-2.1а          | Байконур                  | 28.10.2021-01.06.2022 216 сут 11 ч 51 мин | Стыковка 30.10.2021 к кормовому узлу модуля «Звезда». Отстыковка 01.06.2022. | Доставка на МКС топлива и грузов. |
| 247   | SpaceX Crew-3 Endurance            | USCV-3             | Falcon 9 FT        | Космический центр Кеннеди | 11.11.2021-06.05.2022 176 сут 2 ч 39 мин  | Стыковка 11.11.2021 к модулю «Гармония» (IDA-2 на PMA-2). Отстыковка 05.05.2022. | Доставка на МКС и возвращение четырёх членов экипажа МКС-66/67. |
| 248   | «Прогресс М-УМ»                    | 6R                 | Союз-2.1б          | Байконур                  | 24.11.2021-23.12.2021 28 сут 15 ч         | Стыковка 26.11.2021 к надирному узлу модуля «Наука». Отстыковка 22.12.2021 приборно-агрегатного отсека корабля от модуля «Причал»                                                                  | Доставка на МКС модуля «Причал» и грузов. |
| 249   | «Союз МС-20»                       | 66S                | Союз-2.1а          | Байконур                  | 08.12.2021-20.12.2021 11 сут 19 ч 34 мин  | Стыковка 08.12.2021 к зенитному узлу модуля «Поиск». Отстыковка 19.12.2021. | Доставка и возвращение на Землю участников экспедиции посещения ЭП-20. |
| 250   | SpaceX CRS-24                      | SpX-24             | Falcon 9 FT        | Космический центр Кеннеди | 21.12.2021-24.01.2022 34 сут 10 ч 57 мин  | Стыковка 22.12.2021 к модулю «Гармония» (IDA-3 на PMA-3). Отстыковка 23.01.2022. | Доставка на МКС и возвращение на Землю грузов кораблём серии Dragon 2. |

### Запуски 2022 года
| № п/п | Космический аппарат              | Обозначение полёта | Средство выведения | Космодром                 | Сроки и длительность полёта               | Стыковка, перестыковки и расстыковка                                             | Задачи полёта |
| ----- | -------------------------------- | ------------------ | ------------------ | ------------------------- | ----------------------------------------- | -------------------------------------------------------------------------------- | --- |
| 251   | «Прогресс МС-19»                 | 80P                | Союз-2.1а          | Байконур                  | 15.02.2022-24.10.2022 ~250 сут            | Стыковка 17.02.2022 к зенитному узлу модуля «Поиск». Отстыковка 23.10.2022.      | Доставка на МКС топлива и грузов.                                                                                              |
| 252   | Cygnus CRS NG-17 Piers Sellers   | NG-17              | Antares-230+       | Уоллопс/MARS              | 19.02.2022-29.06.2022 119 сут 13 ч 14 мин | Стыковка 21.02.2022 к надирному узлу модуля «Юнити». Отстыковка 28.06.2022.      | Доставка на МКС грузов. |
| 253   | «Союз МС-21» «С. П. Королёв»     | 67S                | Союз-2.1а          | Байконур                  | 18.03.2022-29.09.2022 194 сут 19 ч 2 мин  | Стыковка 18.03.2022 к надирному узлу модуля «Причал». Отстыковка 29.09.2022.     | Доставка на МКС и возвращение трёх членов экипажа МКС-66/67.                                                                   |
| 254   | SpaceX AX-1 Endeavour            | AX-1               | Falcon 9 FT        | Космический центр Кеннеди | 08.04.2022-25.04.2022 17 сут 1 ч 49 мин   | Стыковка 09.04.2022 к модулю «Гармония» (IDA-3 на PMA-3). Отстыковка 25.04.2022. | Доставка на МКС и возвращение участников туристической экспедиции посещения AX-1.                                              |
| 255   | SpaceX Crew-4 Freedom            | USCV-4             | Falcon 9 FT        | Космический центр Кеннеди | 27.04.2022-14.10.2022 170 сут 13 ч 3 мин  | Стыковка 27.04.2022 к модулю «Гармония» (IDA-3 на PMA-3). Отстыковка 14.10.2022. | Доставка на МКС и возвращение четырёх членов экипажа МКС-67/68.                                                                |
| 256   | Boeing Orbital Flight Test 2     | Boe-OFT2           | Atlas-5            | Мыс Канаверал             | 19.05.2022-25.05.2022 5 сут 23 ч 55 мин   | Стыковка 21.05.2022 к модулю «Гармония» (IDA-2 на PMA-2). Отстыковка 25.05.2022. | Второй испытательный полёт корабля серии Starliner к МКС в беспилотном варианте. Первая успешная стыковка корабля серии к МКС. |
| 257   | «Прогресс МС-20»                 | 81P                | Союз-2.1а          | Байконур                  | 03.06.2022-07.02.2023 248 сут 23 ч        | Стыковка 03.06.2022 к кормовому узлу модуля «Звезда». Отстыковка 07.02.2023      | Доставка на МКС топлива и грузов.                                                                                              |
| 258   | SpaceX CRS-25                    | SpX-25             | Falcon 9 FT        | Космический центр Кеннеди | 15.07.2022-20.08.2022 36 сут 18 ч 9 мин   | Стыковка 16.07.2022 к модулю «Гармония» (IDA-2 на PMA-2). Отстыковка 19.08.2022. | Доставка на МКС и возвращение на Землю грузов кораблём серии Dragon 2.                                                         |
| 259   | «Союз МС-22» «К. Э. Циолковский» | 68S                | Союз-2.1а          | Байконур                  | 21.09.2022-28.03.2023 187 сут 21 ч 52 мин | Стыковка 21.09.2022 к надирному узлу модуля «Рассвет». Отстыковка 28.03.2023.    | Доставка на МКС трёх членов экипажа МКС-67/68/69. Возвращение в беспилотном варианте из-за повреждения корабля.                |
| 260   | SpaceX Crew-5 Endurance          | USCV-5             | Falcon 9 FT        | Космический центр Кеннеди | 05.10.2022-12.03.2023 157 сут 10 ч 01 мин | Стыковка 06.10.2022 к модулю «Гармония» (IDA-2 на PMA-2). Отстыковка 11.03.2023. | Доставка на МКС и возвращение четырёх членов экипажа МКС-68.                                                                   |
| 261   | «Прогресс МС-21»                 | 82P                | Союз-2.1а          | Байконур                  | 26.10.2022-19.02.2023 116 сут 2 ч 55 мин  | Стыковка 28.10.2022 к зенитному узлу модуля «Поиск». Отстыковка 18.02.2023.      | Доставка на МКС топлива и грузов.                                                                                              |
| 262   | Cygnus CRS NG-18 Sally Ride      | NG-18              | Antares-230+       | Уоллопс/MARS              | 07.11.2022-22.04.2022 165 сут 16 ч 39 мин | Стыковка 09.11.2022 к надирному узлу модуля «Юнити». Отстыковка 21.04.2023.      | Доставка на МКС грузов. |
| 263   | SpaceX CRS-26                    | SpX-26             | Falcon 9 FT        | Космический центр Кеннеди | 26.11.2022-11.01.2023 45 сут 14 ч 59 мин  | Стыковка 27.11.2022 к модулю «Гармония» (IDA-3 на PMA-3). Отстыковка 09.01.2023. | Доставка на МКС и возвращение на Землю грузов кораблём серии Dragon 2.                                                         |

### Запуски 2023 года
| № п/п | Космический аппарат           | Обозначение полёта | Средство выведения | Космодром                 | Сроки и длительность полёта               | Стыковка, перестыковки и расстыковка | Задачи полёта |
| ----- | ----------------------------- | ------------------ | ------------------ | ------------------------- | ----------------------------------------- | --- | --- |
| 264   | «Прогресс МС-22»              | 83P                | Союз-2.1а          | Байконур                  | 09.02.2023-21.08.2023 192 сут 20 ч 43 мин | Стыковка 11.02.2023 к кормовому узлу модуля «Звезда». Отстыковка 20.08.2023. | Доставка на МКС топлива и грузов. |
| 265   | «Союз МС-23»                  | 69S                | Союз-2.1а          | Байконур                  | 24.02.2023-27.09.2023 215 сут 10 ч 53 мин | Стыковка 26.02.2023 к зенитному узлу модуля «Поиск». Перестыковка 06.04.2023 на надирный узел модуля «Причал». Отстыковка 27.09.2023.                                                              | Беспилотный запуск для замены поврежденного корабля «Союз МС-22». Доставка грузов на МКС. Возвращение трёх членов экипажа МКС-67/68/69.                                 |
| 266   | SpaceX Crew-6 Endeavour       | USCV-6             | Falcon 9 FT        | Космический центр Кеннеди | 02.03.2023-04.09.2023 185 сут 22 ч 43 мин | Стыковка 03.03.2023 к модулю «Гармония» (IDA-3 на PMA-3). Перестыковка с зенитного стыковочного узла PMA-3 на передний стыковочный узел PMA-2 модуля «Гармония» 06.05.2023. Отстыковка 03.09.2023. | Доставка на МКС и возвращение четырёх членов экипажа МКС-68/69. |
| 267   | SpaceX CRS-27                 | SpX-27             | Falcon 9 FT        | Космический центр Кеннеди | 15.03.2023-15.04.2023 31 сут 20 ч 28 мин  | Стыковка 16.03.2023 к модулю «Гармония» (IDA-2 на PMA-2). Отстыковка 15.04.2023. | Доставка на МКС и возвращение на Землю грузов кораблём серии Dragon 2.                                                                                                  |
| 268   | SpaceX AX-2 Freedom           | AX-2               | Falcon 9 FT        | Космический центр Кеннеди | 21.05.2023-31.05.2023 9 сут 5 ч 27 мин    | Стыковка 22.05.2023 к модулю «Гармония» (IDA-3 на PMA-3). Отстыковка 30.05.2023. | Доставка на МКС и возвращение на Землю четырёх членов экипажа экспедиции посещения Axiom-2.                                                                             |
| 269   | «Прогресс МС-23»              | 84P                | Союз-2.1а          | Байконур                  | 24.05.2023-29.11.2023 188 сут 22 ч 6 мин  | Стыковка 24.05.2023 к зенитному узлу модуля «Поиск». Отстыковка 29.11.2023 | Доставка на МКС топлива и грузов. |
| 270   | SpaceX CRS-28                 | SpX-28             | Falcon 9 FT        | Космический центр Кеннеди | 05.06.2023-30.06.2023 24 сут 22 ч 43 мин  | Стыковка 06.06.2023 к модулю «Гармония» (IDA-3 на PMA-3). Отстыковка 29.06.2023. | Доставка на МКС и возвращение на Землю грузов кораблём серии Dragon 2.                                                                                                  |
| 271   | Cygnus CRS NG-19 Laurel Clark | NG-19              | Antares-230+       | Уоллопс/MARS              | 02.08.2023-09.01.2024 160 сут 17 ч 51 мин | Стыковка 04.08.2023 к надирному узлу модуля «Юнити». Отстыковка 22.12.2023. | Доставка на МКС грузов. |
| 272   | «Прогресс МС-24»              | 85P                | Союз-2.1а          | Байконур                  | 23.08.2023-13.02.2024 174 сут 4 ч 8 мин   | Стыковка 25.08.2023 к кормовому узлу модуля «Звезда». Отстыковка 13.02.2024. | Доставка на МКС топлива и грузов. |
| 273   | SpaceX Crew-7 Endurance       | USCV-7             | Falcon 9 FT        | Космический центр Кеннеди | 26.08.2023-12.03.2024 199 сут 02 ч 19 мин | Стыковка 27.08.2023 к модулю «Гармония» (IDA-3 на PMA-3). Отстыковка 11.03.2024. | Доставка на МКС и возвращение четырёх членов экипажа МКС-69/70. |
| 274   | «Союз МС-24»                  | 70S                | Союз-2.1а          | Байконур                  | 15.09.2023-06.04.2024 203 сут 15 ч 33 мин | Стыковка 15.09.2023 к надирному узлу модуля «Рассвет». Отстыковка 6 апреля 2024. | Доставка на МКС двух членов экипажа МКС-69/70/71, доставка на МКС и возвращение одного члена экипажа МКС-69/70, возвращение двух участников экспедиции посещения ЭП-21. |
| 275   | SpaceX CRS-29                 | SpX-29             | Falcon 9 FT        | Космический центр Кеннеди | 10.11.2023-22.12.2023 42 сут 16 ч 5 мин   | Стыковка 11.11.2023 к модулю «Гармония» (IDA-2 на PMA-2). Отстыковка 21.12.2023. | Доставка на МКС и возвращение на Землю грузов кораблём серии Dragon 2.                                                                                                  |
| 276   | «Прогресс МС-25»              | 86P                | Союз-2.1а          | Байконур                  | 01.12.2023-28.05.2024 180 сут 2 ч 23 мин  | Стыковка 03.12.2023 к зенитному узлу модуля «Поиск». Отстыковка 28.05.2024. | Доставка на МКС топлива и грузов. |

### Запуски 2024 года
| № п/п | Космический аппарат                 | Обозначение полёта | Средство выведения | Космодром                 | Сроки и длительность полёта               | Стыковка, перестыковки и расстыковка | Задачи полёта |
| ----- | ----------------------------------- | ------------------ | ------------------ | ------------------------- | ----------------------------------------- | --- | --- |
| 277   | SpaceX AX-3 Freedom                 | AX-3               | Falcon 9 FT        | Космический центр Кеннеди | 18.01.2024-09.02.2024 21 сут 15 ч 41 мин  | Стыковка 20.01.2024 к модулю «Гармония» (IDA-2 на PMA-2). Отстыковка 07.02.2024.                                                                      | Доставка на МКС и возвращение на Землю четырёх членов экипажа экспедиции посещения Axiom-3.                                                                                 |
| 278   | Cygnus CRS NG-20 Patricia Robertson | NG-20              | Falcon 9 FT        | Мыс Канаверал             | 30.01.2024-13.07.2024 164 сут 21 ч 53 мин | Стыковка 01.02.2024 к надирному узлу модуля «Юнити». Отстыковка 12.07.2024.                                                                           | Доставка на МКС грузов. |
| 279   | «Прогресс МС-26»                    | 87P                | Союз-2.1а          | Байконур                  | 15.02.2024-13.08.2024 180 сут 2 ч 24 мин  | Стыковка 17.02.2024 к кормовому узлу модуля «Звезда». Отстыковка 13.08.2024.                                                                          | Доставка на МКС топлива и грузов. |
| 280   | SpaceX Crew-8 Endeavour             | USCV-8             | Falcon 9 FT        | Космический центр Кеннеди | 04.03.2024-25.10.2024 235 сут 3 ч 36 мин  | Стыковка 05.03.2024 к модулю «Гармония» (IDA-2 на PMA-2). Перестыковка на узел IDA-3 на PMA-3 на модуле «Гармония» 02.05.2024. Отстыковка 23.10.2024. | Доставка на МКС и возвращение четырёх членов экипажа МКС-70/71/72. |
| 281   | SpaceX CRS-30                       | SpX-30             | Falcon 9 FT        | Мыс Канаверал             | 21.03.2024-30.04.2024 39 сут 8 ч 45 мин   | Стыковка 23.03.2024 к модулю «Гармония» (IDA-3 на PMA-3). Отстыковка 28.04.2024.                                                                      | Доставка на МКС и возвращение на Землю грузов кораблём серии Dragon 2. |
| 282   | «Союз МС-25»                        | 71S                | Союз-2.1а          | Байконур                  | 23.03.2024-23.09.2024 183 сут 23 ч 23 мин | Стыковка 25.03.2024 к надирному узлу модуля «Причал». Отстыковка 23.09.2024.                                                                          | Доставка на МКС одного члена экипажа МКС-70/71 и двух участников экспедиции посещения ЭП-21, возвращение одного члена экипажа МКС-70/71 и двух членов экипажа МКС-69/70/71. |
| 283   | «Прогресс МС-27»                    | 88P                | Союз-2.1а          | Байконур                  | 30.05.2024-19.11.2024 173 сут 7 ч 8 мин   | Стыковка 01.06.2024 к зенитному узлу модуля «Поиск». Отстыковка 19.11.2024.                                                                           | Доставка на МКС топлива и грузов. |
| 284   | Boeing Crew Flight Test             | Boe-CFT            | Atlas-5            | Мыс Канаверал             | 05.06.2024-07.09.2024 93 сут 13 ч 9 мин   | Стыковка 06.06.2024 к модулю «Гармония» (IDA-2 на PMA-2). Отстыковка 06.09.2024.                                                                      | Испытания корабля CST-100 Starliner в первом пилотируемом полёте. Доставка двух членов экипажа МКС-71/72. Возвращение в беспилотном режиме.                                 |
| 285   | Cygnus CRS NG-21 Francis Scobee     | NG-21              | Falcon 9 FT        | Мыс Канаверал             | 04.08.2024-30.03.2025 237 сут 19 ч 12 мин | Стыковка 06.08.2024 к надирному узлу модуля «Юнити». Отстыковка 28.03.2025.                                                                           | Доставка на МКС грузов. |
| 286   | «Прогресс МС-28»                    | 89P                | Союз-2.1а          | Байконур                  | 15.08.2024-26.02.2025 194 сут 20 ч 3 мин  | Стыковка 17.08.2024 к кормовому узлу модуля «Звезда». Отстыковка 25.02.2025.                                                                          | Доставка на МКС топлива и грузов. |
| 287   | «Союз МС-26»                        | 72S                | Союз-2.1а          | Байконур                  | 11.09.2024-20.04.2025 220 сут 8 ч 57 мин  | Стыковка 11.09.2024 к надирному узлу модуля «Рассвет». Отстыковка 19.04.2025.                                                                         | Доставка на МКС и возвращение трёх членов экипажа МКС-71/72. |
| 288   | SpaceX Crew-9 Freedom               | USCV-9             | Falcon 9 FT        | Мыс Канаверал             | 28.09.2024-18.03.2025 171 сут 4 ч 39 мин  | Стыковка 29.09.2024 к модулю «Гармония» (IDA-2 на PMA-2). Перестыковка на узел IDA-3 на PMA-3 на модуле «Гармония» 03.11.2024. Отстыковка 18.03.2025  | Доставка на МКС двух членов экипажа МКС-72, возвращение на Землю четырёх членов экипажа МКС-72.                                                                             |
| 289   | SpaceX CRS-31                       | SpX-31             | Falcon 9 FT        | Космический центр Кеннеди | 05.11.2024-17.12.2024 42 сут 16 ч 9 мин   | Стыковка 05.11.2024 к модулю «Гармония» (IDA-2 на PMA-2). Расстыковка 16.12.2024                                                                      | Доставка на МКС и возвращение на Землю грузов кораблём серии Dragon 2. |
| 290   | «Прогресс МС-29»                    | 90P                | Союз-2.1а          | Байконур                  | 21.11.2024-01.07.2025 222 сут 10 ч 7 мин  | Стыковка 23.11.2024 к зенитному узлу модуля «Поиск». Отстыковка 01.07.2025.                                                                           | Доставка на МКС топлива и грузов. |

### Запуски 2025 года
| № п/п | Космический аппарат      | Обозначение полёта | Средство выведения | Космодром                 | Сроки и длительность полёта               | Стыковка, перестыковки и расстыковка                                             | Задачи полёта                                                                               |
| ----- | ------------------------ | ------------------ | ------------------ | ------------------------- | ----------------------------------------- | -------------------------------------------------------------------------------- | ------------------------------------------------------------------------------------------- |
| 291   | «Прогресс МС-30»         | 91P                | Союз-2.1а          | Байконур                  | 27.02.2025-н.в.                           | Стыковка 01.03.2025 к кормовому узлу модуля «Звезда».                            | Доставка на МКС топлива и грузов.                                                           |
| 292   | SpaceX Crew-10 Endurance | USCV-10            | Falcon 9 FT        | Космический центр Кеннеди | 14.03.2025-09.08.2025 147 сут 16 ч 29 мин | Стыковка 16.03.2025 к модулю «Гармония» (IDA-2 на PMA-2). Отстыковка 08.08.2025  | Доставка на МКС и возвращение на Землю четырёх членов экипажа МКС-72/73.                    |
| 293   | «Союз МС-27»             | 73S                | Союз-2.1а          | Байконур                  | 08.04.2025-н.в.                           | Стыковка 08.04.2025 к надирному узлу модуля «Причал».                            | Доставка на МКС и возвращение на Землю трёх членов экипажа МКС-72/73.                       |
| 294   | SpaceX CRS-32            | SpX-32             | Falcon 9 FT        | Космический центр Кеннеди | 21.04.2025-25.05.2025 33 сут 21 ч 29 мин  | Стыковка 22.04.2025 к модулю «Гармония» (IDA-3 на PMA-3). Отстыковка 23.05.2025. | Доставка на МКС и возвращение на Землю грузов кораблём серии Dragon 2.                      |
| 295   | SpaceX AX-4 Grace        | AX-4               | Falcon 9 FT        | Космический центр Кеннеди | 25.06.2025-15.07.2025 20 сут 2 ч 59 мин   | Стыковка 26.06.2025 к модулю «Гармония» (IDA-3 на PMA-3). Отстыковка 14.07.2025. | Доставка на МКС и возвращение на Землю четырёх членов экипажа экспедиции посещения Axiom-4. |
| 296   | «Прогресс МС-31»         | 92P                | Союз-2.1а          | Байконур                  | 03.07.2025-н.в.                           | Стыковка 05.07.2025 к к зенитному узлу модуля «Поиск».                           | Доставка на МКС топлива и грузов.                                                           |
| 297   | SpaceX Crew-11 Endeavour | USCV-11            | Falcon 9 FT        | Космический центр Кеннеди | 01.08.2025-н.в.                           | Стыковка 02.08.2025 к модулю «Гармония» (IDA-3 на PMA-3).                        | Доставка на МКС и возвращение на Землю четырёх членов экипажа МКС-73/74.                    |

## Сводная таблица по типам космических аппаратов
В скобках указано число аварийных запусков. Жирным курсивом выделены пилотируемые запуски. Например, 4 (1) обозначает четыре пилотируемых запуска, один из которых был аварийный, а 3 + 1 обозначает три пилотируемых запуска и один беспилотный запуск.
| Год   | Автономные модули на РН Протон | Пилотируемые корабли Space Shuttle | Грузовые корабли Прогресс | Пилотируемые корабли Союз | Грузовые корабли ATV | Грузовые корабли HTV | Грузовые корабли Dragon | Грузовые корабли Cygnus | Пилотируемые и грузовые корабли Dragon 2 | Пилотируемые корабли CST-100 Starliner |
| ----- | ------------------------------ | ---------------------------------- | ------------------------- | ------------------------- | -------------------- | -------------------- | ----------------------- | ----------------------- | ---------------------------------------- | -------------------------------------- |
| 1998  | 1                              | 1                                  |                           |                           |                      |                      |                         |                         |                                          |                                        |
| 1999  |                                | 1                                  |                           |                           |                      |                      |                         |                         |                                          |                                        |
| 2000  | 1                              | 4                                  | 2                         | 1                         |                      |                      |                         |                         |                                          |                                        |
| 2001  |                                | 6                                  | 5                         | 2                         |                      |                      |                         |                         |                                          |                                        |
| 2002  |                                | 4                                  | 3                         | 2                         |                      |                      |                         |                         |                                          |                                        |
| 2003  |                                |                                    | 3                         | 2                         |                      |                      |                         |                         |                                          |                                        |
| 2004  |                                |                                    | 4                         | 2                         |                      |                      |                         |                         |                                          |                                        |
| 2005  |                                | 1                                  | 4                         | 2                         |                      |                      |                         |                         |                                          |                                        |
| 2006  |                                | 3                                  | 3                         | 2                         |                      |                      |                         |                         |                                          |                                        |
| 2007  |                                | 3                                  | 4                         | 2                         |                      |                      |                         |                         |                                          |                                        |
| 2008  |                                | 4                                  | 4                         | 2                         | 1                    |                      |                         |                         |                                          |                                        |
| 2009  |                                | 4                                  | 5                         | 4                         |                      | 1                    |                         |                         |                                          |                                        |
| 2010  |                                | 3                                  | 5                         | 4                         |                      |                      |                         |                         |                                          |                                        |
| 2011  |                                | 3                                  | 5 (1)                     | 4                         | 1                    | 1                    |                         |                         |                                          |                                        |
| 2012  |                                |                                    | 4                         | 4                         | 1                    | 1                    | 2                       |                         |                                          |                                        |
| 2013  |                                |                                    | 4                         | 4                         | 1                    | 1                    | 1                       | 1                       |                                          |                                        |
| 2014  |                                |                                    | 4                         | 4                         | 1                    |                      | 2                       | 3 (1)                   |                                          |                                        |
| 2015  |                                |                                    | 5 (1)                     | 4                         |                      | 1                    | 3 (1)                   | 1                       |                                          |                                        |
| 2016  |                                |                                    | 3 (1)                     | 4                         |                      | 1                    | 2                       | 2                       |                                          |                                        |
| 2017  |                                |                                    | 3                         | 4                         |                      |                      | 4                       | 2                       |                                          |                                        |
| 2018  |                                |                                    | 3                         | 4 (1)                     |                      | 1                    | 3                       | 2                       |                                          |                                        |
| 2019  |                                |                                    | 3                         | 3 + 1                     |                      | 1                    | 3                       | 2                       | 1                                        | 1 (1)                                  |
| 2020  |                                |                                    | 2                         | 2                         |                      | 1                    | 1                       | 2                       | 2 + 1                                    |                                        |
| 2021  | 1                              |                                    | 4                         | 3                         |                      |                      |                         | 2                       | 2 + 3                                    |                                        |
| 2022  |                                |                                    | 3                         | 2                         |                      |                      |                         | 2                       | 3 + 2                                    | 1                                      |
| 2023  |                                |                                    | 4                         | 1 + 1                     |                      |                      |                         | 1                       | 3 + 3                                    |                                        |
| 2024  |                                |                                    | 4                         | 2                         |                      |                      |                         | 2                       | 3 + 2                                    | 1                                      |
| 2025  |                                |                                    | 2                         | 1                         |                      |                      |                         |                         | 3 + 1                                    |                                        |
| Всего | 3                              | 37                                 | 95 (3)                    | 71 (1) + 2                | 5                    | 9                    | 21 (1)                  | 22 (1)                  | 16 + 13                                  | 1 + 2 (1)                              |